# 일본의 군사사
일본의 군사사(일본어: 日本の軍事史)는 고대 율령제 조정의 징병제가 붕괴한 뒤 무가와 막부가 탄생한 순간, 이후 무로마치 막부가 멸망하면서 센고쿠 시대를 거친 변화, 에도 막부의 문치 정치를 거쳐 메이지 유신 이후 현대 징병제에 근거한 국민군의 성립과 제국주의에 의한 대외 전쟁을 특징으로 한다. 일본은 제2차 세계대전에서 총력전을 겪고 군민 모두 엄청난 손해를 입은 뒤 패전했다. 패전 후 미군을 주체로 하는 연합국 군대에게 점령된 후 일본국 헌법에 의해 자위를 제외한 무력행사 및 포함외교가 금지된 자위대를 창설하여 오늘날에 이르고 있다.

## 선사시대

### 조몬 시대
고고학적 연구에 따르면 조몬 시대에 이미 환호집락의 존재가 확인되고 있다. 환호집락(環壕集落)이란 마을 주위에 해자나 수로를 파서 방어기능을 높인 취락의 형태를 말한다. 또한 살상의 흔적이 있는 조몬 시대의 인골도 전국의 유적에서 발견되고 있다. 그러나 조몬 시대에 전면적인 전쟁이 있었는지 여부에 대해서는 연구자들 사이에 의견일치가 이루어지지 않고 있다. 조몬 시대에 전쟁이 이루어졌다고 주장하는 대표적 학자로는 코바야시 타츠오가 있다.

### 야요이 시대
야요이 시대가 되면 환호집락은 이미 일반적인 것이 되어 있고 고지성집락도 출현한 바, 전쟁이 일상적으로 이루어진 것으로 생각된다. 야요이 시대 초기에 한반도를 경유하여 청동검이 전래되었다. 전래된 청동검은 날씬하고 날렵한 디자인으로, 순수하게 무기로 사용되었을 가능성이 높다. 철검 역시 곧이어 전래되었다. 중국 대륙이나 한반도와 달리 청동검과 철검의 도래 시기가 차이가 크지 않기에 청동검이 사용된 기간은 비교적 짧았을 것이다. 활에 관해서는 《삼국지》 〈위지왜이전〉에 “목궁을 사용하는데, 그 목궁은 아래쪽이 짧고 위쪽이 길다. 화살은 대나무로 만들어 철 또는 뼈로 만든 촉을 쓴다” 고 되어 있어, 화궁의 원형이 이 시기 이미 출현한 것으로 보인다. 그 외에는 장병기인 모(矛 무[*])와 방패인 순(盾 쥰[*])의 존재가 언급되어 있다. 또 〈위지왜이전〉에선 일본에는 말은 없다고 쓰여 있다. 관련 유물로는 옻칠한 나무갑옷과 방패가 출토되고 있다.
야요이 시대 후기(2세기 후반)에 왜국대란이라는 전란이 있었던 것이 중국의 여러 사서에 기록이 보인다.

## 고대

### 고훈 시대

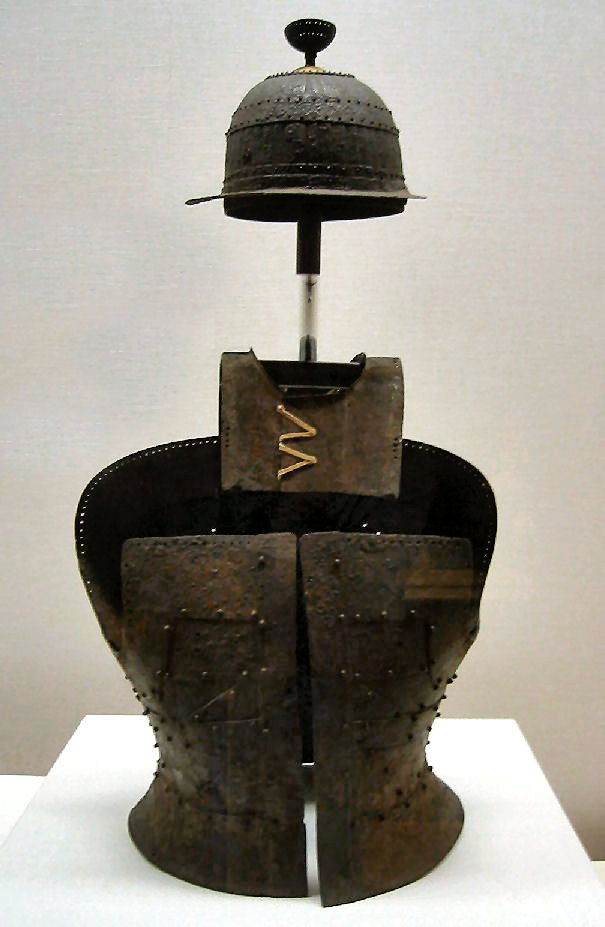
도쿄 국립 박물관에 소장된 철제 단갑과 소찰병류차양부주

고훈 시대가 되면 철제 도검을 일본 국내에서 생산하는 것이 가능해졌다(철검·철도 명문). 방어구로는 판갑의 일종인 철제 단갑(短甲 탄코우[*])이 출현했으나 6세기가 되면 더 이상 출토되지 않고 찰갑의 일종인 괘갑(挂甲 케이코우[*])으로 대체된다. 3세기에서 4세기의 유적에서 나무방패가 출토되고 있으며, 5세기 무렵에는 철제방패가 등장하여, 모노노베 씨족이 봉납한 철방패가 유명하다. 또한 이 무렵에 기마풍습이 전래되었다고 생각되고 있다.
4세기 말에서 5세기 초에 ‘왜(倭)’는 한반도에서 백제, 신라, 고구려의 분쟁에 참여해 함께 전쟁을 치렀다(광개토왕릉비). 광대토왕릉비에 명시된 ‘왜’를 일본 사학계에서는 야마토 정권이라고 이해하는 것이 일반적이지만 규슈의 지방정권일 뿐이라는 설도 있다. 《일본서기》에 의하면 527년에서 528년에 걸쳐 규슈에서 이와이의 난이 발발했다. 이것은 한반도 남부로 출병했던 야마토 정권의 진군을 방해하려던 신라의 뇌물을 받은 쓰쿠시노키미 이와이가 난을 일으킨 것이 원인이다. 이와이의 난을 평정한 모노노베노 아라카히가 속한 모노노베씨 및 오토모씨가 고대의 유력 씨족이었다. 모노노베씨는 6세기 말 소가씨와의 항쟁에 패하여 몰락하지만(정미의 난) 오토모 씨는 헤이안 시대 초기에도 오토모노 오토마로가 쇼군에 임명되어 에조를 정벌하고 있었다.

### 아스카 시대

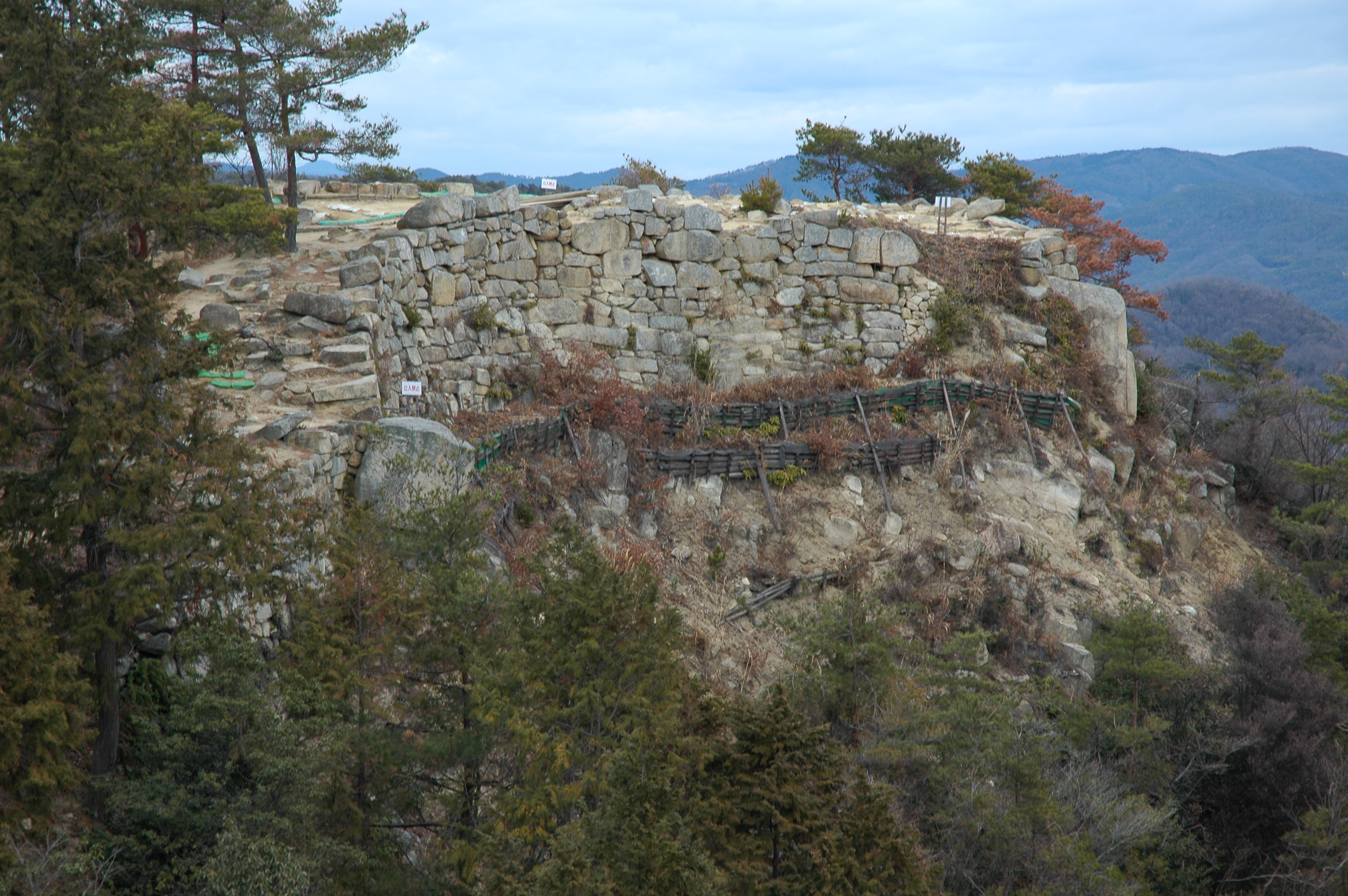
빗추국 기노산성

나라 분지를 거점으로 한 야마토 정권은 7세기 초 관위십이계를 제정하는 등 국가로서의 체제를 정비해 나갔다. 7세기 중반 다이카 개신에 의해 천황 중심의 중앙집권을 진행, 나카노오에노 미코(후의 덴지 천황)은 한반도의 백제가 멸망하자 백제 부흥을 지원하기 위해 47,000 명의 대군을 한반도에 파병하기도 했다. 그러나 663년 당나라와 신라의 연합군에 의해 백강 전투에서 패배, 백제 부흥은 실패하고 일본은 한반도에서의 영향력을 잃었다. 그 뒤 나당 연합군의 일본 열도 침공을 예상하여 대마도 등 요지에 방인과 봉화를 설치하고, 각지에 산성을 축성했으며 외교국방 거점인 다자이후에는 미즈 성을 축성했다. 덴지 천황 사후 황위 계승을 둘러싸고 671년 오토모노 황자와 오오아마 황자 사이에 진신의 난이 벌어졌다. 1개월여에 걸쳐 기나이 전역에서 전투가 벌어져 고대 일본 최대의 전쟁으로 발전했다. 이때 오오아마는 도카이도, 도산도의 제국(諸国)에서 병력을 동원했고, 오토모노는 도호쿠, 키비, 쓰쿠시(규슈)에서 병력을 동원했다. 이러한 병력을 사학계에서는 국조군이라고 하며, 중앙과 지방의 호족들이 종자나 예하 인민들을 무장시켜 편성했다.

### 율령제와 징집병 군단
그 뒤 율령제가 도입되면서 군사정보도 정비되어(군방령), 중앙관에에 따라 병부성이 설치된다. 또한 호적의 정비에 의해 징병제가 실시되고, 정장(성인 남자) 3명 중 1명이 군인으로 징발되었다. 징병된 병사는 각지에 설치된 군단(軍団 군단[*])에 배속되어 훈련을 받았다. 군단이 독립군단이 설립된 시기는 분명하지 않지만 아스카 키요미하라 령 때라는 가설이 유력하다. 적어도 다이호 율령 때는 군단의 존재가 명시되어 있다. 원칙적으로는 현지 근무이지만, 일부 군인은 궁중 경비를 담당한 위사(衛士 에이지[*])와 규슈 방어를 담당한 방인(防人 사키모리[*])으로 배치되었다. 1개 군단의 병력수는 2백에서 1천 사이이지만, 1천 명을 넘는 경우도 존재했던 것 같다. 군단은 3 ~ 4군마다 설치되었으며, 규슈에서는 각 국에 2 ~ 4개 군단(1600 ~ 4000 명)이 배치되었다는 기록이 남아 있다. 총 군단병 수는 20만 명에 달했다는 견해도 있다. 그러나 군단병들은 교대근무제였으며, 일반 병력은 상수 중 일부분에 불과했다. 또한 에조와 대치하는 무쓰국에서는 군단과 별도로 진수부에 속하는 진병(鎮兵 친뵤우[*])이라는 고유 병력이 상설 배치되어 있었다. 진수부는 처음에는 타가성(오늘날의 미야기현 다가조시)에 설치되었다가 나중에 이사와성(오늘날의 이와테현 오슈시)로 옮겨졌다. 타가성은 방어를 위해 주위에 장대한 목책을 둘러쳤고, 이 안에 무츠국의 국부(国府)가 소재했다. 이 외에도 에조에 대한 대비책으로 군사 행정 기능을 소유한 다수의 성책이 축조되었다.
군단병은 궁시, 태도, 소도 등을 자비 부담으로 준비해야 했다. 모나 노 같은 무기는 정부측에서 준비하여 배급했다. 노는 체격과 힘이 뛰어난 자가 50명당 2명씩 선발되어 사수로 교육되었다. 궁마를 잘하는 것은 기병이 되기로 되어 있었지만 대부분은 보병이 되었던 것으로 생각된다. 이 시기의 기병은 기본적으로 궁기병이었지만 창을 다루는 돌격기병도 존재했을 것으로 추정된다. 갑옷은 철제는 적었고, 천을 누빈 면오주(綿襖冑), 가죽으로 만든 혁제갑(革製甲)이 흔하게 사용되었다.
원정군이 조직되는 경우 병사 만 명을 1군(一軍)이라는 단위로 묶고 1군당 장군 1명을, 3군마다 대장군 1명이 임명되었다. 실제로 3군으로 구성된 원정군이 편성된 적은 없다. 에조 정벌을 위해 태평양 방면으로 정동군(정이군)과 동해 방면으로 정적군(진적군)의 2개 군이 편성될 때 정이장군과 정적장군이 동일인이 임명되어 겸임하는 경우는 있었지만, 통합하여 대장군으로 임명되지는 않았다. 다만 대규모의 군이 동원되거나 관등 삼위 이상의 고위 인사가 군을 지휘할 경우 대장군의 호칭이 사용되었다. 유명한 예로 8세기 말에서 9세기 초에 걸쳐 무츠국의 에조 정벌을 담당하여 정이대장군에 임명된 사카노우에노 다무라마로가 있다.
또한 이 무렵 중국에서 병법이 전해졌다. 《속일본기》에 따르면 760년 다자이후에 있던 기비노 마키비에게 《손자병법》을 배우기 위해 하급무관이 파견된 것이 기록되어 있다. 마키비는 764년 일어난 후지와라노 나카마로의 난을 진압할 때 손자병법을 실전에 활용했다고 알려져 있다.

### 군단의 축소 및 폐지와 건아
군단 제도는 본래 당나라와 신라의 침공에 대비한 것으로서, 그 위험이 줄어들자 필요성이 퇴색되었다. 따라서 792년 간무 천황에 의해 무쓰 국, 데와국, 사도국, 사이카이도를 제외한 나머지 지역의 군단은 폐지되고, 대신 마궁술이 뛰어난 자를 선발해 건아(健児 콘데이[*])로 삼았다. 건아가 되기 위해서는 무예 훈련을 할 수 있는 시간적 여유와 그 뒷받침을 할 수 있는 경제적 여유가 필요했기 때문에 토착 호족인 군사(郡司 군지[*])의 자제나 호농 백성(百姓 햐쿠소우[*]) 전도(田堵 타토[*])에게만 적용되었고 일반 농민들의 병역 부담은 거의 해소되었다. 건아의 정원은 율령국마다 30 ~ 100명 정도로, 수천 명에 달하는 군단보다 훨씬 적었다. 건아는 “1명으로서 100명을 감당할 수 있는 강력한 병사”가 될 것이 요구되었다. 이러한 건아는 궁기병으로서, 기능적으로 후대의 무사와 연속성을 가진다고 할 수 있다. 소수 정예화가 실시되었다고는 해도, 건아를 움직이려면 국위를 통해 중앙의 승인을 받아야 하므로 운영의 유연성이 향상된 것은 아니었다.
또한 방인에 관해서는 토호쿠에서의 징병은 폐지되었지만 9세기 초부터 10세기 말까지 종종 신라 해적이 규슈를 내습(신라구)하였기에 제도 자체는 존속하여 규슈 병사들이 그 역할을 맡았다.

## 중세

### 국아군제
고대 말기에서 중세 초엽(10세기 ~ 12세기)즈음에 들어서는 인민 개인에 대한 국가의 인신지배를 원칙으로 하는 율령제는 이미 붕괴하여 작동하지 않았고, 일본 사회는 토지 과세 원칙의 왕조국가로 변질되었다. 중앙에서 파견된 국사(国司)는 토착 호족인 군사(郡司)나 부농인 부호백성(富豪百姓)을 통하여 민중들을 간접 통치했다. 국사는 실적을 올리기 위해 군지나 호농에게 과도한 요구를 부과하는 경우가 많았고, 이에 대한 군사, 호농의 저항이 군도(群盗; 떼도둑)·해적(海賊)의 형태로 출현했다. 건아의 군사력만으로는 이에 대응할 수가 없었기에 지방행정을 맡은 국아(国衙)・수령(受領)들이 군사권에 대해서도 재량을 인정받게 되었다. 이것을 국아군제(国衙軍制)라고 한다. 동국 지방에서 칸뵤우·엔기 동국의 난이 발생하자 조정은 징병 등의 재량권을 수령들에게 제공함과 함께 추가로 국아들에게 추포관부(追捕官符)를 발급했다. 국아군제의 병사들 역시 이전과 마찬가지로 군사 및 부호층으로 이루어져 있었다.

### 무사의 탄생

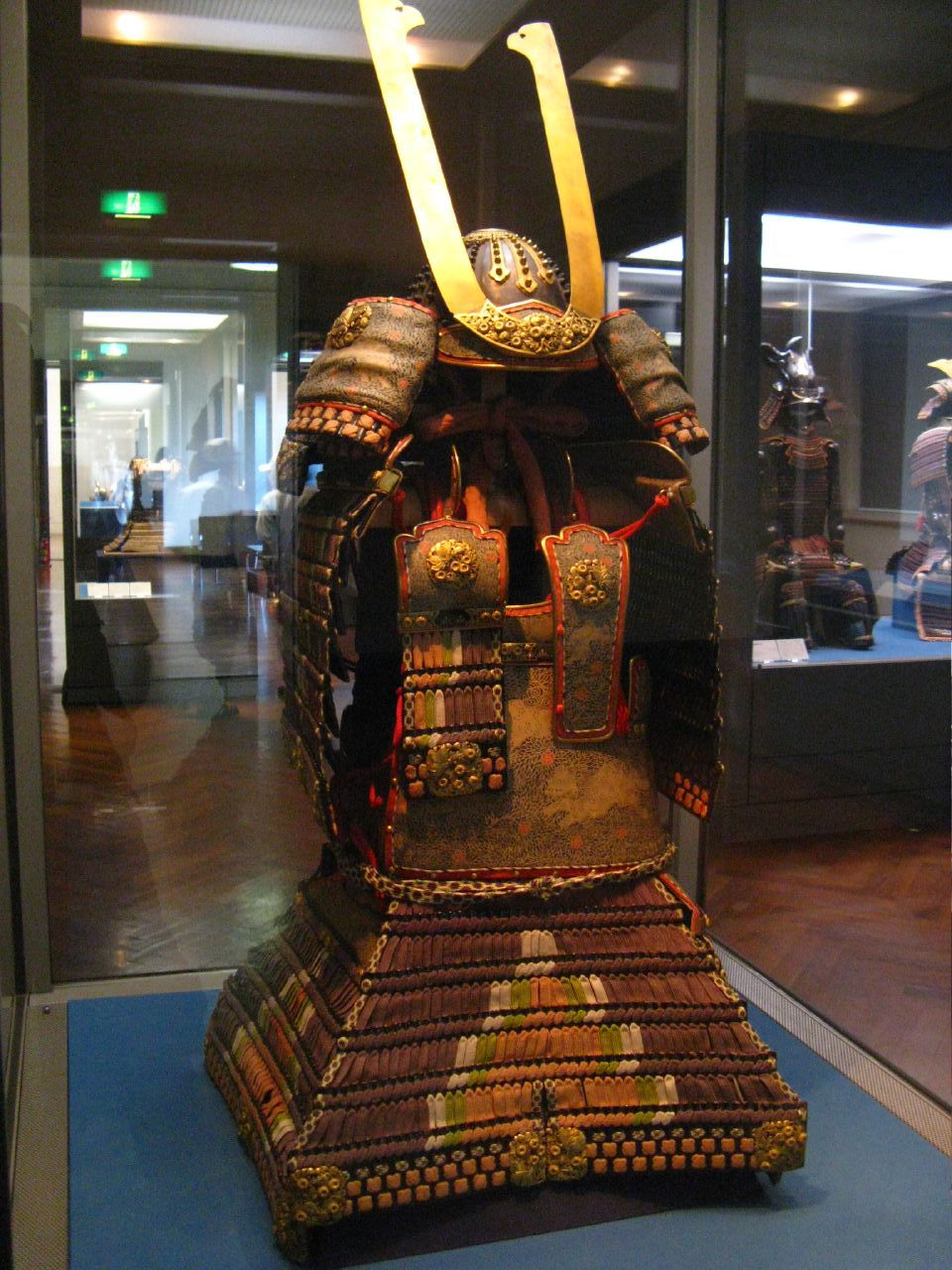
도쿄 국립 박물관에 소장된 대개.

동국의 난 진압에 공훈을 세운 「칸표우·엔기 훈공자(寛平延喜勲功者)」가 초기의 무사(武士 부시[*])였던 것으로 생각된다. 무사들은 전도(田堵 타토[*])부명(負名 후묘우[*])이라는 전지경영(田地経営)으로 경제기반을 마련하면서 수령의 밑에서 치안활동에 종사하는, 그 이전까지는 유례가 없는 새로이 등장한 계층이었다. 재지무사(在地武士)들은 일정 이상의 전력을 확보하기 위하여 자신의 종자들을 낭당(郎党 로우토우[*])이라는 이름의 주종관계로 속박했고, 또한 혈연관계에 있는 자들까지 「이에노코(家の子)」라는 이름으로 포섭하여 무사단을 형성하기 시작했다.
무사는 해자와 토성을 둘러쳐 지은 옥부(屋敷 야시키[*])를 거점으로 기마궁술을 통한 전투를 전개했다. 이때 즈음 환목궁을 대신하여 나무와 대나무를 결합한 복합궁이 출현했다. 또한 기마궁술에 적합한 갑옷인 대개(大鎧 오오요로이[*])가 개발되었다. 칼의 경우 그전까지의 직도는 도태되고, 에조의 궐수도(蕨手刀 와라비테토우[*])의 영향을 수용하여 마상에서 사용하기 적합한 곡도가 만들어졌으니 이것이 바로 일본도의 탄생이다. 이러한 새로운 장비들에 의하여 무사의 전투력은 크게 향상되었다.
10세기 중엽에 다이라노 마사카도와 후지와라노 스미토모가 조정에 반하는 난을 일으켰다(죠우헤이·텐교우의 난). 이 난의 진압에 공적을 세운 것은 매우 낮은 벼슬을 가진 하급 관인들이었는데, 조정은 이들 하급 무사들의 불만이 난의 원인이 되었다는 인식하에 그들을 관위 4위, 5위의 수령급 중하류 귀족으로 승진시켰다. 그 결과 10세기 후반 귀족 사회에서 죠우헤이 텐교우의 난 공훈들과 그 후손들은 병의 가문(兵の家 츠와모노노이에[*])으로 받아들여지게 되었다. 이러한 신흥 무사 귀족으로는 간무 헤이시(桓武平氏), 세이와 겐지(清和源氏), 히데사토류 후지와라우지(秀郷流藤原氏) 등이 대표적이며, 이들을 군사귀족(軍事貴族 군지키조쿠[*])이라고 부른다.

### 수군
해상에서도 육상과 마찬가지로 무력을 가지고 득세하는 집단이 등장하게 되었다. 그들은 수군(水軍 스이군[*])을 칭하면서 평시에는 해상관을 마련하여 범별전(帆別銭 소우베츠센[*])이라는 통행세를 걷거나 금전을 대가로 선박 항행을 경호해주는 일을 했다. 물론 해적으로 돌변하여 약탈행위를 할 수도 있었다. 전시에는 육상세력과 협력하였고, 겐페이 전쟁과 난보쿠초 시대 당시 대립한 양측은 모두 수군을 이용했다.
이들 수군은 고대에서 중세를 걸쳐 근세 벽두인 센고쿠 시대까지 「해적중(海賊衆 카이조쿠슈[*])」이라는 이름으로 계속 존재하다가, 도요토미 히데요시가 천하를 통일하고 나서 1588년 해적정지령을 발표함으로써 사라지게 된다.

### 승병
무사와 함께 중세 일본의 군사력을 지탱한 것은 승병(僧兵 소우헤이[*])이었다. 광대한 사사령(寺社領 지샤료우[*])을 소유하여 경제적으로 풍족해진 사찰과 신사들은 자신들을 방어하기 위한 무력을 보유할 필요가 있었다. 교토·나라의 대사원에서 잡역에 종사하던 무리인 당중(堂衆 도우슈[*])이 자위무장을 갖춘 것이 승병의 시작이다. 헤이안 시대 말기에 이르면 승병은 막강한 무력집단이 되어, 흥복사·연력사·원성사·동대사 등의 사원을 거점으로 사원끼리의 세력다툼이나, 조정과 섭관가에 대한 무력시위인 강소(強訴 고우소[*])를 일삼았다. 모치히토 왕의 난 때는 헤이케와 싸우기도 했다. 중앙에서 멀리 떨어진 지역에서도 유력 사찰이나 신사는 자체 군사력을 가지거나 지역 군사력과 유착하여 당시의 파워 밸런스에 큰 영향을 미치고 있었다. 겐페이 전쟁때에는 구마노 수군을 총괄하던 구마노 별당에 대해 겐지와 헤이케 양측에서 모두 정치적 거래가 이루어진 것이 유명하다.
기마전투를 주로 하는 무사의 궁시와 비교하여, 도보전투 위주인 승병의 주력무기는 치도(薙刀 나기나타[*])였다. 중국에 유학한 승려가 장병무기인 대도를 전래했고 이것이 변화하여 치도가 되었다는 설도 있다. 헤이안 시대 말기가 되어 무사도 도보 전투를 하게 되자 도보 무사도 치도를 사용하게 되었다.

### 헤이시 정권

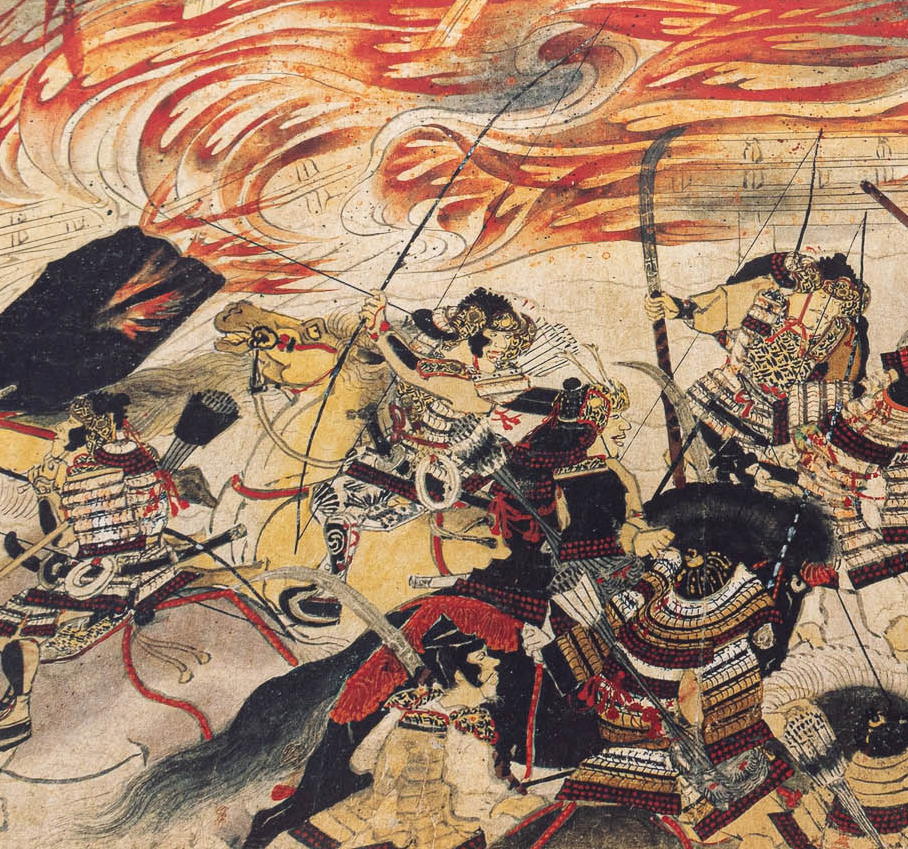
『헤이지모노가타리』(보스턴 미술관 소장). 궁시를 든 기마무사와 치도를 든 도보무사가 묘사되어 있다.

세이와 겐지 중 가와치 겐지는 전9년의 역과 후3년의 역을 통해 관동 지방의 무사와 주종관계를 맺고 세력을 확대해 갔다. 또 간무 헤이시 중 이세 헤이시는 사원이나 조정의 중용을 받아 가와치 겐지를 능가하는 기세를 갖게 되었다. 12세기 중반 수도권에서 호겐의 난, 헤이지의 난이 일어났다. 전자는 황위 계승 문제와 섭관가의 내분이 원인이었고, 후자는 원근신(院近臣 인노킨신[*])들의 대립에 의해 일어났다는 것이 차이점이지만, 중앙 정치 권력의 싸움이 무력을 통해 해결된 것은 후지와라노 나카마로의 난 이후 400년 만에 벌어진 일이었다. 양난에 공적이 있는 다이라노 기요모리는 참의(参議 산기[*])로 임명되었고, 무사로서는 처음으로 공경(公卿 쿠교우[*])의 지위에 올랐다. 이후 같은 가문에서 공경과 전상인(殿上人 텐죠우비토[*])이 배출되고, 헤이시 정권이 탄생했다. 현재는 이것을 최초의 무가정권(武家政権 부게세이켄[*])으로 해석하는 것이 유력하다. 지쇼 3년의 정변으로 고시라카와 법황의 원정이 중지되고 헤이시 가문은 전국의 거의 절반에 해당하는 32개 율령국을 지행국(知行国)으로 두게 되었다. 헤이시의 지행국 증가는 전국 각지에서 국아권력을 둘러싼 재지세력(在地勢力)의 혼란을 초래했다. 동국에서는 그전까지의 구지행국주에 따라 국아를 장악하고 있던 재지호족이 몰락하고 새로운 지행국주인 헤이시와 손잡은 호족이 득세하는 등, 국아권력을 둘러싼 세력다툼은 일촉즉발의 상황으로 흘러갔다.

### 겐페이 전쟁과 가마쿠라 막부

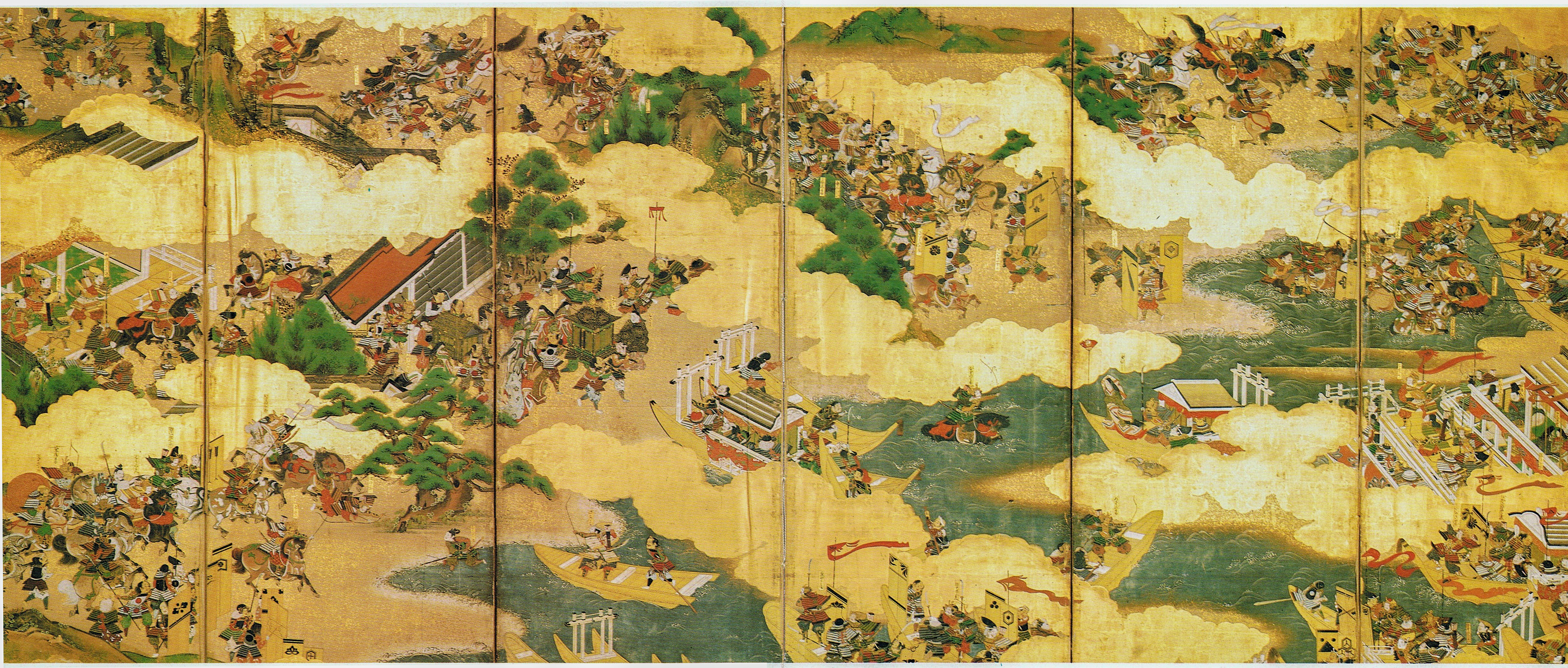
아카마 신궁에 소장된 『겐페이 합전도병풍』

이런 가운데, 고시라카와 법황의 황자인 모치히토왕(以仁王)이 헤이케에서 거병했다. 동국에서도 이즈에 유배되어 있던 미나모토노 요리토모가 거병함으로써 1180년에서 1185년까지 겐페이 전쟁이라는 이름으로도 알려진 지쇼・주에이의 난이 발발했다. 이 내란은 동북 지방을 제외하면 거의 일본 전국 규모로 진행되었다. 요리토모는 산하의 무사들에 대하여 본령 안도(安堵 안토우[*])나 점령지를 분배하는 정책을 독자적으로 실행했고, 이것을 발판으로 삼아 대군이 장기전에 견딜 수 있는 군제의 확립에 성공했다. 이에 대항하여 헤이케는 지행국의 동원을 도모했지만 충분한 병력을 확보하지는 못했다. 헤이케에 승리한 요리토모는 오슈 후지와라시까지 멸망시키고 가마쿠라 막부를 개창한다.
기존의 무사의 주종관계는 어은과 봉공이라는 관계가 있었다. 어은(御恩)이란 주인이 종자의 영지 지배를 보장하며 또 새로운 토지를 급여하는 것을 말하고, 봉공(奉公)은 종자의 군역 및 경제부담을 말한다. 가마쿠라 막부의 성립에 의해 이 관계는 공적인 것이 되었다. 가마쿠라도노와 직접 주종관계를 맺은 무사를 어가인(御家人 고케닌[*])이라 했는데, 관동에서는 율령국 하나 당 수십 명, 지방으로 가면 율령국 하나당 십여 명에 불과한 어가인은 무사 중에서도 매우 제한된 계층이었다. 가마쿠라 막부는 처음에는 동국의 지방정권을 목표로 했지만, 조큐의 난 이후 그 지배권이 전국에 미치게 되었다. 막부가 임명한 수호(守護 슈고[*])가 전국에 파견되었지만, 수호의 직무는 군사·경찰 직무에 한정되어 국사의 직권인 행정에의 간섭이나 국어령의 지배는 금지되어 있었다.

원나라의 일본 원정 당시 토리카이 포구 전투. 원군에게 돌격하는 타케사키 스에나가와 그에 응전, 패주하는 원병이 그려져 있다(『몽고습래회사』전권 총7 제23지)

막부의 군사제도는 쿠빌라이 칸의 일본 침공에 대한 방어에도 활용되어, 1274년 하카타에 상륙한 원군이 내륙으로 진격하는 것을 저지했고, 1281년 에도 사전에 어가인을 동원하여 방루를 건설하고 육지로 상륙을 허락하지 않았다. 그러나 싸움은 승리했으나 방어전의 성격상 가마쿠라 막부는 보상으로 어가인에게 지급할 영토를 새로 획득하지 못했고, ‘어은’이 충분하지 못한 것에 대한 불만이 생겨났다. 이는 가마쿠라 막부 약체화의 원인 중 하나가 되었다.
또 이 당시의 갑옷과 도검은 묘오친(明珍), 마사무네(正宗) 등의 명공과 대장장이 집단에 의해 고도화되고 있었다.

### 겐무 신정과 남북조 동란·무로마치 막부

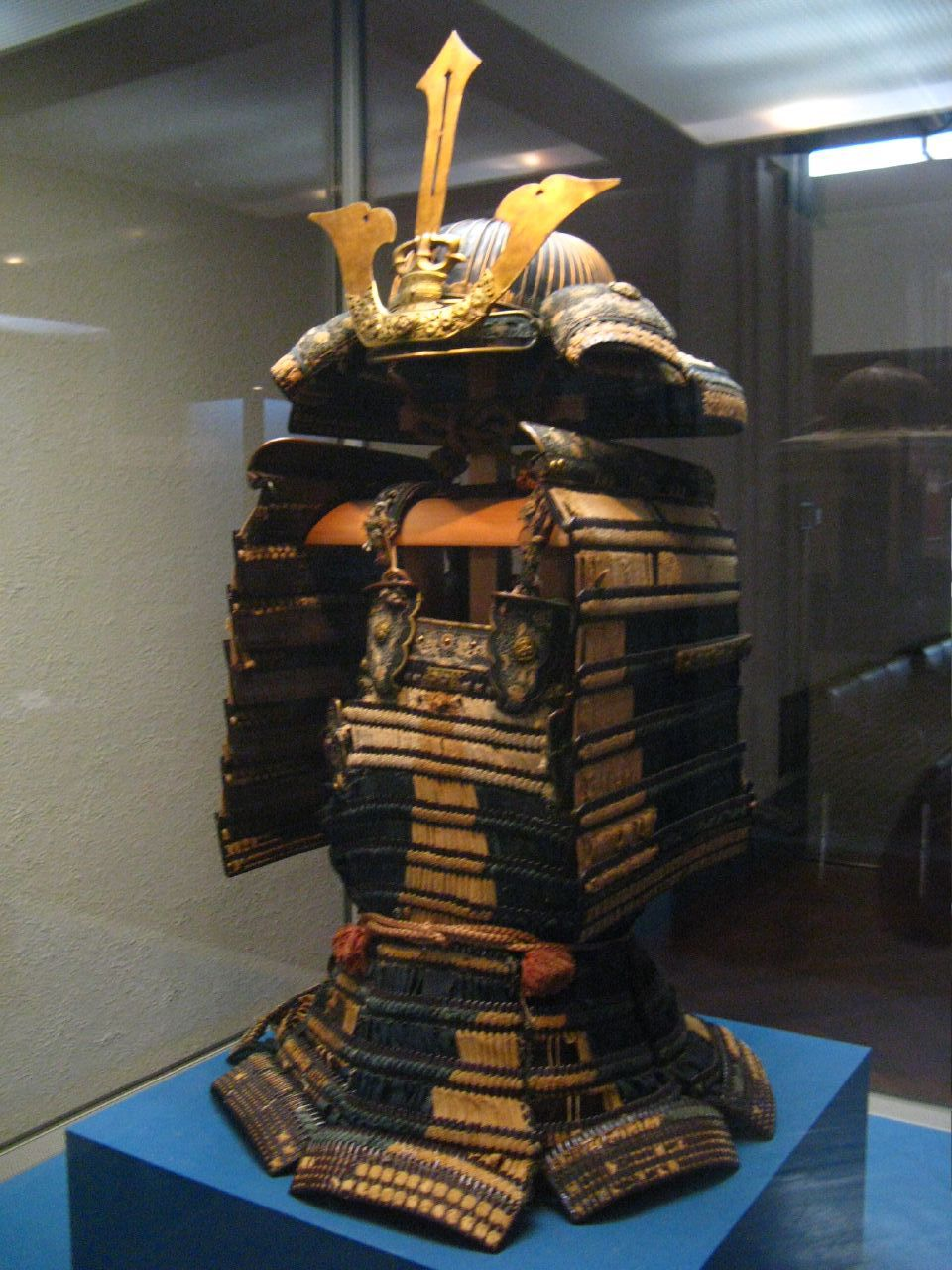
흑위견처취위동환(도쿄 국립 박물관 소장).

가마쿠라 막부 후기가 되면 호조 득종(得宗 토쿠소우[*])가문의 권력 독점, 원나라 침공 이후의 정국 불안으로 인해 막부는 점차 무사층의 지지를 잃어갔다. 또한 각 율령국에서 악당(悪党 아쿠토우[*])의 활동이 활발해졌다. 이런 가운데 고다이고 천황은 악당 구스노키 마사시게, 막부측 어가인 닛타 요시사다, 아시카가 다카우지의 협력을 얻어 1333년 막부를 타도하는 친위 쿠데타에 성공한다(겐코우의 난). 토막 후 고다이고 천황은 천황이 친정하는 정치를 부활시키려고 했다(겐무 신정).
그러나 신정부에서는 공가가 우대되었기 때문에 무사들의 이반을 초래했다. 아시카가 다카우지도 천황을 배반했다가 패배하여 일단 규슈로 잠적했다. 이후 다카우지는 교토를 탈환하여 신정을 무너뜨렸다(엔겐의 난). 다카우지는 무로마치 막부를 열고 장군 하의 새로운 정치질서를 구축했다. 한편 고다이고 천황은 요시노로 도망가 남조를 열었다. 이로써 향후 50년간 남북조 동란이 진행되었다. 전란은 지방에도 미쳤기 때문에 무사는 원격지로의 장기 원정을 강요받았고, 이로 인해 영지의 지배, 특히 지방에 분산된 영지의 지배가 힘들어졌다. 이를 방지하기 위해 무사들 사이에 영지의 매각이나 교환이 이루어져 영지의 일원화가 진행되었다. 전비를 조달하기 위해 무로마치 막부는 장원(荘園)・공경의 연공 반분의 징수권을 수호에게 인정해 주었고, 이로 인해 수호들의 경제력이 향상되었다. 또 수호는 지방의 무사와 직접적인 주종관계를 맺게 되어 이후 수호다이묘로의 발전의 기반을 마련했다. 그런 만큼 반대급부로 공가의 힘은 저하되었다.
가마쿠라 말기에서 남북조 시대까지의 전력은 정규 무사 이외에 「야복(野伏 노부시[*]」이라고 불리는 농민 징집병으로 구성되어 있었다. 병력의 대규모화와 함께 기존의 기마전투를 대신하여 집단전·근접 보병전이 활발해졌다. 이에 따라 상급 무사들 사이에서는 몸에 밀착되는 동환(胴丸 도오마루[*]), 복권(腹巻 하라마키[*])이 유행하게 되었으며, 기마궁술에 적합한 대개는 도태되었다. 또한 치도를 대신하여 집단전에 적합한 장창(槍 야리[*])이 사용되게 되었다.
겐코우의 난 때 마사시게는 치하야 산성에서 농성하며 가마쿠라 막부의 대군을 유인했다. 당시의 공성 기술은 미숙하여 산성을 조기에 함락시키는 것은 어려웠다. 남북조 동란 때도 전력이 떨어지는 남조에서 산성을 종종 이용했다. 그 후 센고쿠 시대에 걸쳐 산성은 방어전의 중심 역할을 수행하게 된다.

### 수호의 수호다이묘화
제3대 무로마치 정이대장군 아시카가 요시미쓰 대에 이르러 남조가 멸망하여 남북조가 통일되고, 막부는 전국을 장악하게 되었다. 가마쿠라 막부와 마찬가지로 무로마치 막부도 각 율령국에 수호를 파견했지만, 수호의 권한은 점차 확대되어 갔다. 이윽고 수호직은 세습되게 되어 수호다이묘(守護大名)가 탄생했고, 수호령국제(守護領国制 슈고료우고쿠세이[*])라는 지방지배체제가 확립되었다. 무로마치 막부는 중앙의 막부와 지방의 수호다이묘들의 연합정권 성격을 띠고 있었다. 유력한 수호다이묘 몇 개 국을 합치면 그 군사력은 막부를 초과하는 경우까지 있었다. 남북조가 통일된 이후에도 종종 전란이 발생했다. 1467년에는 유력 수호다이묘인 야마나(山名) 군과 호소카와(細川) 군이 교토에서 무력충돌을 일으켰고(오닌의 난), 전쟁은 교토에서 지방으로까지 확대되었다.
무장한 농민인 야복은 무로마치 시대에 빈발한 민란의 일종인 토일규(土一揆 츠치잇키[*])의 중심병력이 되었지만, 일부는 수호다이묘에게 고용되어 경보병인 족경(足軽 아시가루[*])이 되었다. 오닌의 난에서는 족경 집단이 기습 전력으로 이용되었지만, 족경은 충성심이 부족해 무질서했고 종종 폭도로 변하기도 했다.

## 근세

### 센고쿠 시대

종자도총.

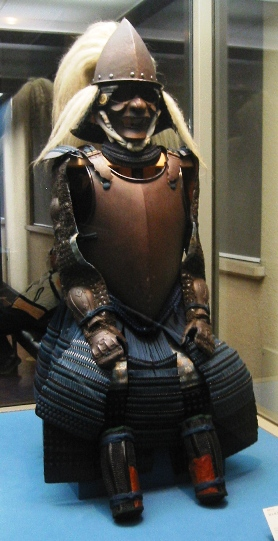
당세구족의 일종인 남만동구족. 도쿄 국립 박물관 소장.

오닌의 난으로 인해 무로마치 막부의 권위가 실추하면서 중앙권력과 독립적으로 수호 공권력의 유무와 관계없이 일정 지역을 재패해 할거하는 전국다이묘(戦国大名)가 출현했다. 전국다이묘는 유력 율령국에 피관(被官 히칸[*])·가신(家臣 카신[*])의 통제를 강화하여 가중(家中 카슈우[*]), 즉 가신단을 구성하고 영지 내에서 지행고에 따라 군역을 부과하는 관고제(貫高制 칸다카세이[*])를 확립시켰다(대명령국제). 전란이 일상화되었고, 전국시대 말기가 되면 다케다 신겐, 우에스기 겐신, 모리 모토나리, 호조 우지야스 등 여러 율령국에 걸친 영지를 가진 강력한 전국다이묘가 출현하여 수만의 병력을 운용할 수 있게 되었다. 이런 가운데 오와리의 오다 노부나가는 병농분리에 기초한 군대를 이용해 세력을 확대하고, 기나를 중심으로 전국 평정을 시작하여 무로마치 막부까지 멸망시켰다.
전국시대 후기 들어 집단전이 본격화·대규모화되면서 족경이 중요한 역할을 수행하게 되었다. 초기의 족경은 용병이었지만, 이윽고 전국다이묘가 자신의 영지의 농민을 족경으로 징집하여 정규전력으로 정비되어갔다. 전국시대의 전투는 300 ~ 1000명 규모의 집단인 비(備 소나에[*])를 기본 단위로 이루어졌는데, 비는 기마무사, 뿐 아니라 장창·궁시·철포를 갖춘 훈련된 족경으로도 조직되게 되었다. 대영주는 몇 개의 비를 편성하고 이를 조합해 사용했다. 예를 들어 아네가와 전투에서 오다군은 13단의 비를 가지고 있었다. 또한 에도 시대에는 석고 1만 석 이상을 다이묘라고 불렀는데, 이는 독립된 비를 구성하기 위해서는 1만 석 이상의 영지가 필요하기 때문이다.
전국시대에는 당세구족(当世具足 토우세이구소쿠[*])이라는 보다 기능성이 높은 갑옷이 사용되게 되었다. 족경도 어대구족(御貸具足)이라 하여 당세구족을 간략화한 양산형 갑옷을 다이묘에게 대여받아 착용했다. 무사가 전쟁터에서 사용하는 무기는 기마무사 도보무사 할 것 없이 이전까지의 궁시에서 창으로 바뀌었다. 궁시는 오히려 최하급 무사의 무기가 되었다. 나중에는 원거리 무기로 철포(종자도총)가 더해졌다. 철포는 1543년 다네가섬(종자도)에 표류한 포르투갈인에 의해 전래된 것인데(철포전래), 제조 기술이 일본에 전해지자 빠르게 확산되었다. 쿠니토모(国友), 히노(日野), 근래사(根来寺 네고로지[*]), 사카이(堺)가 철포의 주요 생산지였다. 철포는 궁시에 비하여 긴 훈련을 필요로 하지 않기에 철포의 보급은 대부대 편성을 용이케 했다. 흑색화약도 국산화되었지만, 그 원료인 질산염은 수입이 주였다. 대포(석화시, 청동주조포)도 수입되었지만 일부 공성전에서나 사용되었지 널리 보급되지는 못했다. 당시의 대포의 포탄은 실체탄이었는데다 운반의 어려움을 생각하면 효율이 떨어졌기 때문으로 생각된다. 또 화약을 이용한 다른 무기로는 배락옥(焙烙玉)이라는 일종의 수류탄이 주로 해상의 군함간 결전이나 공성전에서 사용되었다. 또한 전국시대 말기에는 봉화시(棒火矢)라는 로켓탄이 발명되어 훗날 시마바라의 난 때 반란군이 사용했다는 설도 있다.

### 도요토미 정권
노부나가가 혼노지의 변으로 사망한 후, 오다 씨의 가신 중 하나였던 하시바 히데요시가 오다 씨 가신들간의 내분을 정리하고 노부나가의 권력을 고스란히 손에 넣었다. 히데요시는 1585년 규슈와 관동 이북을 제외한 일본 중앙부를 통일했고, 그해 관백이 되었다. 관백 권한에 의해 규슈의 전투 중지를 명령했지만(규슈 정전령) 시마즈씨가 이에 불복하자 20만 대군을 동원하여 토벌했다(규슈 정벌). 또 고호조씨도 명령불복을 이유로 공격해 토벌했다(오다와라 정벌). 그 뒤 히데요시는 중국 대륙으로 진출을 계획하여 한반도를 침공했지만(분로쿠의 역), 7년에 걸친 전쟁은 성과를 거두지 못하고 히데요시의 사망에 의해 종결된다(게이초의 역).
히데요시는 전국을 통일한 뒤 각지에서 태합검지(太閤検地 타이코우켄지[*])를 실시, 그때까지의 복잡한 토지소유관계를 정리하고 토지제도를 일신했다. 그리하여 헤이안 시대부터 유지되어 온 장원 제도는 완전히 붕괴하게 된다. 또한 기존의 관고제(貫高制) 대신 석고제(石高制 코쿠다카세이[*])가 채용되어 군역도 석고에 따라 부과되었다. 예컨대 조선 침공 당시 규슈의 여러 다이묘에게 1만석 당 600명의 동원을 명하였다. 또한 또한 농민에 대한 도수령(刀狩令 가타나가리레이[*])을 실시하여 백성의 무기 소유를 금지, 병농분리를 꾀하였다.
기존의 병역에 있어서는 어느 정도의 지위 이상인 경우 군량도 함께 지참하는 것이 원칙이었으나, 도요토미 정권에서는 검지에 의한 재정 강화 덕분에 군역에 참가하는 다이묘들에게 군량을 분배하는 것이 가능해졌다. 예를 들어 규슈 정벌 시에는 병사 30만 명과 말 2만 필의 1년분 식량이 조달되었고, 오다와라 정벌전에서는 스루가 에지리(江尻)에 군량미 20만 석이 비축되어 있었다. 그러나 이 군량을 전선까지 운반하는 것은 각 다이묘의 책임이며, 그 운반 능력이 충분하지 못한지라 규슈 전역 당시에는 군세가 늘어나는 속도를 식료의 보급이 따라가지를 못했다. 분로쿠의 역 때도 같은 문제는 여전해서, 부산까지의 식량 보급과 비축은 도요토미 정권의 책임하에 이루어져 충분한 보급 비축이 이루어졌으나, 한성을 비롯한 다른 전선까지의 수송을 각 다이묘가 책임지고 있었으며, 전선에서의 보급은 충분하다 할 수 없었다. 군량 등의 수송은 소하타(小荷駄 코니다[*])들이 담당했으나, 오규 소라이의 기록 등을 살펴보면, 마바리[駄載] 또는 인부에 의한 수송이 중심이었던 것으로 생각된다.

### 에도 막부와 200년 평화
히데요시 사후 다시 내분이 발발하고, 1600년 세키가하라 전투에서 승리한 도쿠가와 이에야스는 1603년 에도 막부를 열고 1615년 오사카 전투에서 승리, 도요토미 씨를 멸문시켰다. 오닌의 난 이후 150년 동안 간헐적으로 계속된 내란시대는 이것으로 종료된다(원화엄무). 그 직후 일국일성령(一国一城令)이 발표되어 전국에 3,000 개에 이르던 성들이 헐려 170여개까지 격감하고, 각 다이묘는 막부체제의 하에 통제되게 되었다. 3대 장군 도쿠가와 이에미츠까지의 치세를 무단정치(武断政治)라고도 하며, 에도 막부의 기반을 다지는 시기로서 막부에 거역하는 다이묘, 혹은 무가제법도(武家諸法度 부게쇼핫토[*])를 위반한 다이묘는 친번, 보대, 외양을 따지지 않고 무자비하게 개역(改易), 감봉 처리가 이루어졌다. 이에미츠의 사후 통치는 문치정치(文治政治)로 전환되어, 1639년에 시마바라의 난이 발생한 이후 200년 이상 전란이 일어나지 않았다. 또 이에미츠 치세 때 소위 쇄국(鎖国 사코쿠[*])이 시작되어 외국과의 관계도 매우 제한되게 되었다.
이에미츠는 네덜란드에서 구포를 수입하거나, 중국 대륙에서 청나라와 싸우는 명나라에 원군을 검토하는 등 군사 면에도 관심을 가지고 있었으나, 이에미츠 사후 막부의 군사에 대한 관심은 빠르게 사라져갔다. 막부의 군사조직으로는 오번방(五番方), 곧 소성조(小姓組 코쇼우쿠미[*]), 서원번(書院番 쇼인반[*]), 신번(新番 신반[*]), 대번(大番 오오반[*]), 소십인조(小十人組 코슈우닌구미[*])가 있었으나 점차 유명무실화되었다.

### 막말

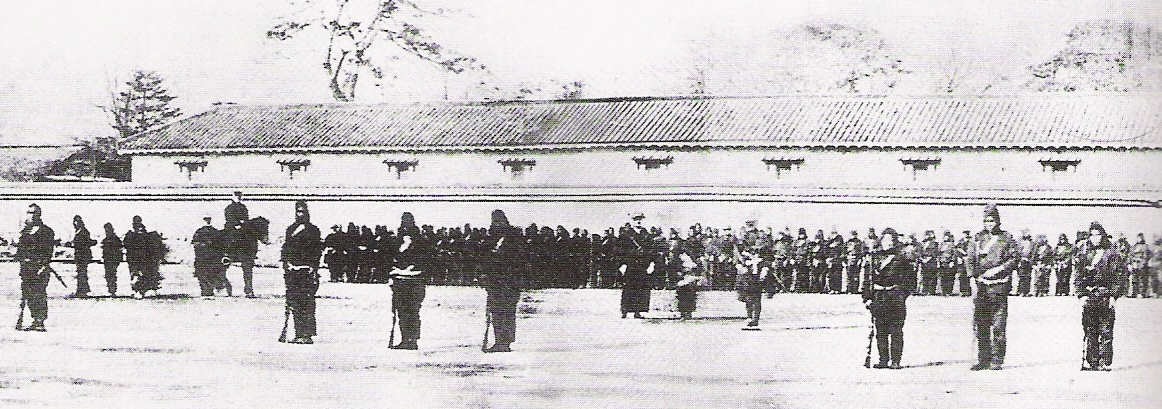
막부육군 보병 조련 풍경(1867년, 오사카성)

군사적 근대화는 막말에 시작되었다. 18세기 말에서 19세기 초에 걸쳐 서양 함선이 일본 주변에 출몰하면서 해방론(海防論 카이보우론[*])이 대두하고 대장(台場 다이바[*])들이 축조되었다. 1854년 미국과의 사이에 미일화친조약이 체결되어 쇄국이 종료되었고, 이듬해인 1855년 막부는 나가사키 해군전습소를 열고 근대적 해군인 막부해군을 창군하였다. 또 1862년에는 막부육군도 창군했다. 훈련은 유럽의 군사서적(예컨대 하인리히 폰 브란트 저, 타카노 쵸에이 역 『삼병답고지기(三兵答古知幾)』)을 참고하여 이루어졌다가, 1867년 프랑스 군사고문단이 초청되어 본격적인 훈련이 시작되었다. 그러나 막부육군은 어디까지나 기존의 전근대 군제와 함께 병립하는 조직이었다.
1858년의 미일수호통상조약을 시작으로 안세이 5개국 조약이 맺어짐으로써 일본은 본격적으로 개국, 세계경제의 격랑 속에 말려들어간다. 자유무역이 시작되어 근대적인 증기군함, 대포, 소총 등이 수입되었다. 처음에는 막부만 무기 수입을 할 수 있었으나 이윽고 다이묘들에게도 무기 구입이 허가되었다(미일수호통상조약 제3조에서는 무기는 막부만 구입할 수 있게 되어 있지만, 막부의 허가가 있으면 각 다이묘도 무기 구매를 할 수 있었다. 역으로 말하면 허가를 받지 못하면 구입을 할 수 없다는 것으로, 조슈 번은 제1차 조슈 정벌 이후 서양 무기를 입수할 수 없게 되었다). 특히 서쪽의 다이묘들은 번 병력의 근대화를 추진했다. 1865년 미국 내전이 종료되고 대량의 잉여총포가 풀린 것도 무기 수입이 급증한 요인이었다.
막부는 안세이 5개국 조약 체결에 즈음하여 조정에서 칙허를 얻어내려 했으나 실패했고, 막부와 조정의 관계는 악화되었다. 또한 서양 세력을 배척하는 양이파(攘夷派)가 조정을 지지하는 형국이었다. 막부는 조정과 협력을 모색하여 공무합체(公武合体)를 실시했지만, 공무합체 자체에 조정에서 미래의 양이를 약속했기 때문에 양이파의 준동을 억제할 수 없었다. 따라서 개국 후 대외정책에 일관성이 없어졌고, 이에 더하여 안세이 대옥 때 막부 내 개국파가 실각함으로써 막부는 외국들에게도 신뢰를 잃게 되었다.
양이파의 중심은 조슈번이었지만, 조슈 번은 금문의 변과 제1차 조슈 정벌 때 막부에 순순히 복종함으로써 일단 힘을 잃었다. 그러나 처음에 막부 측에 서 있던 사쓰마번이 서서히 반막부 입장으로 이동하고, 마침내 삿초 동맹이 성립한다. 막부는 제2차 조슈 정벌을 실시했지만 사쓰마를 비롯한 많은 번이 출병을 거부, 막부는 전쟁에 패배했다. 도쿠가와 이에모치가 사망하여 도쿠가와 요시노부가 정이대장군이 되고 막부는 일단 세력을 회복하는 데 성공했지만, 반대급부로 사쓰마의 토막(討幕) 의지를 더욱 강하게 만들었다. 요시노부는 전 도사번주 야마우치 요도를 통해 다리를 놓아 대정봉환을 감행해서 내전만은 피하려 했지만, 조정은 왕정복고의 대호령을 선포하고 막부의 폐지와 신정부의 수립을 선언했다. 사쓰마를 중심으로 하는 신정부와 막부의 무력충돌은 불가피해졌다.

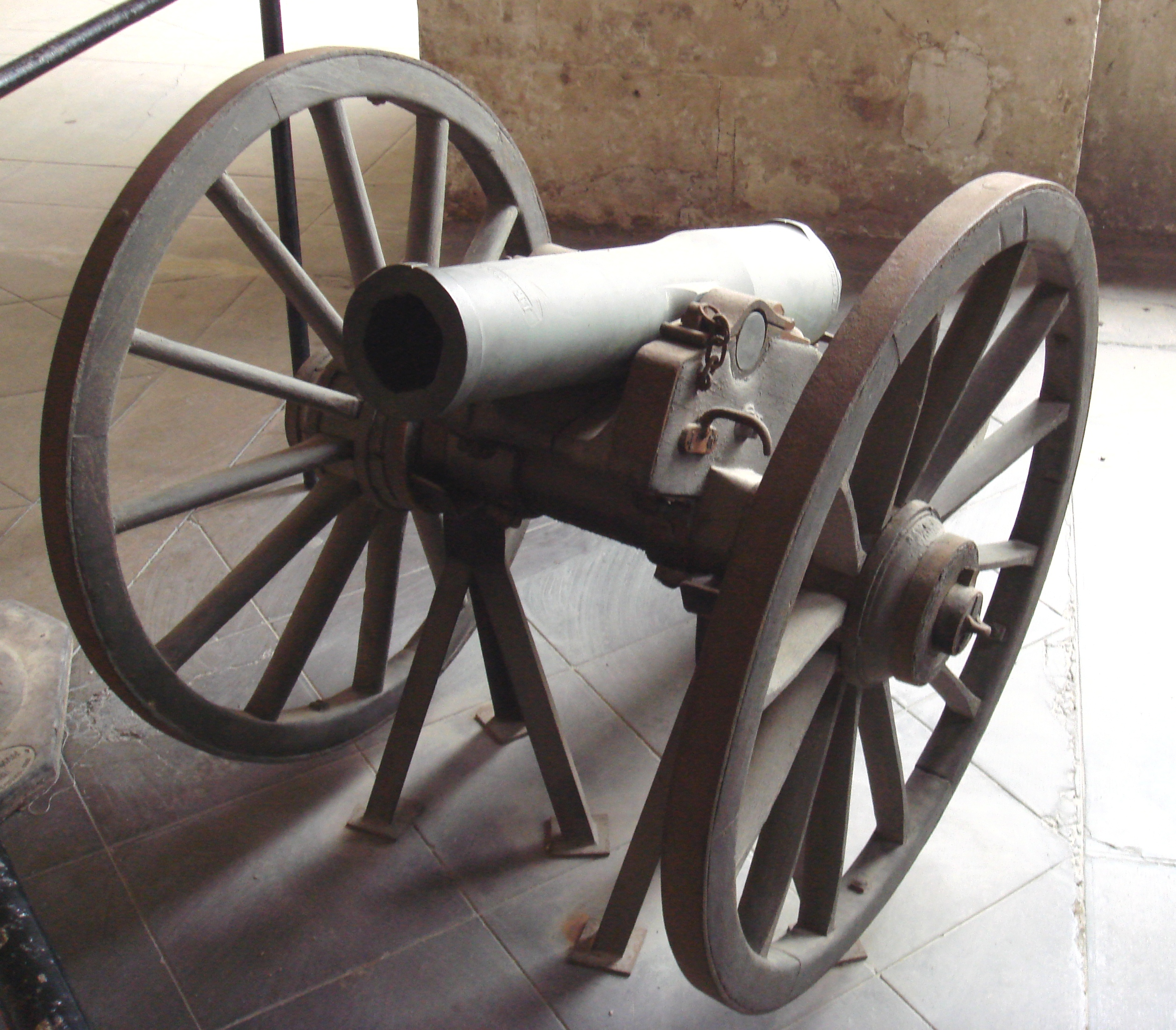
1859년형 사근 산포.

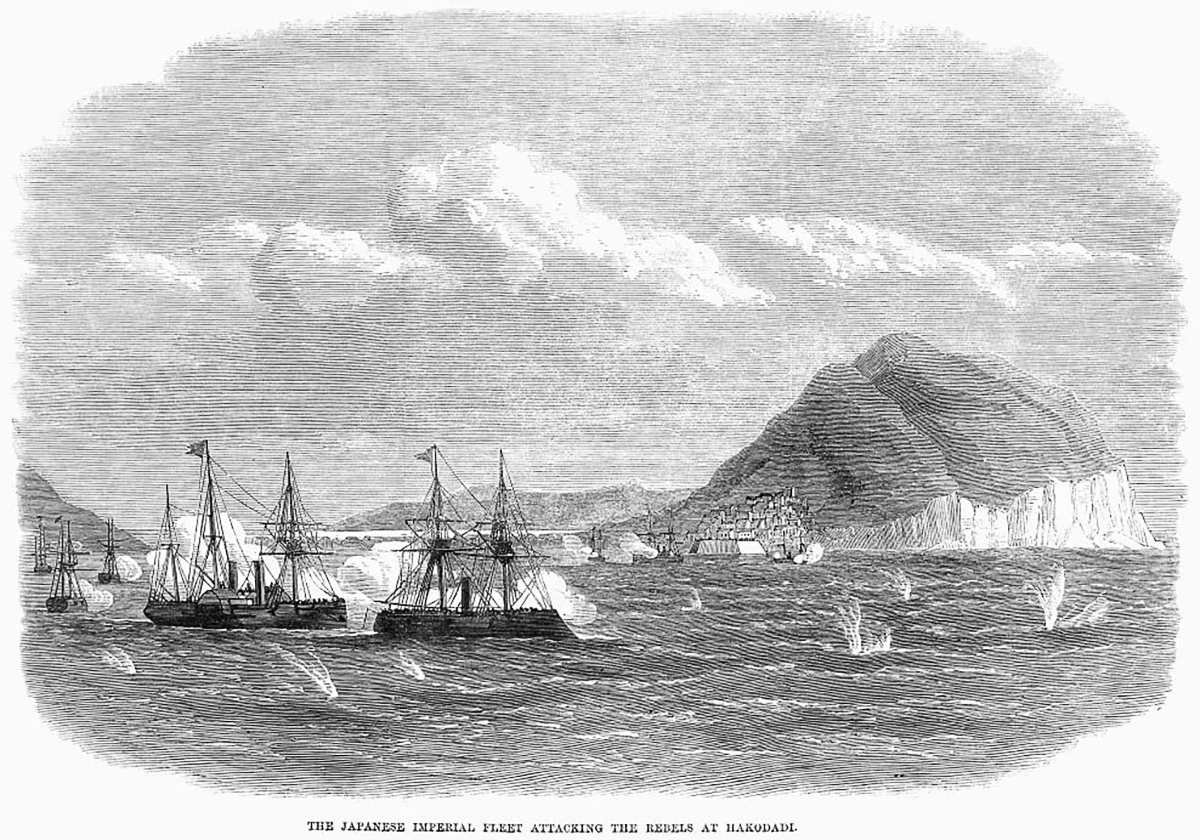
하코다테 해전. 신정부군의 가스가마루와 가데츠마루가 지원포격을 하고 있다.

1868년 1월, 도바 후시미 전투가 벌어졌다. 막부군은 막부육군과 기본(旗本), 친번 다이묘, 보대 다이묘들의 혼성군이었다. 막부군은 병력에서는 앞섰지만 신정부군의 조직적 공격에 패배했다. 이때 막부육군은 사쓰마와 호각으로 싸우고 있었으나, 정이대장군 요시노부는 조적이 되는 것을 두려워하여 일찌감치 공순하고 오구리 코즈케노스케를 비롯한 주전파를 내치고 프랑스 공사 레옹 호슈의 의견도 물리쳤다. 때문에 막부육군과 막부해군은 신정부군과의 본격적인 전투를 하지 못했다. 막부는 신정부에 순순히 복종하고 에도 무혈입성이 이루어졌다. 그러나 토호쿠의 번들은 오우에쓰 열번 동맹을 조직하고 신정부군과 계속 싸웠다. 열번동맹은 신정부군에 비하여 전력이 떨어졌고, 쇼나이번을 마지막으로 모두 평정되었다. 또 에노모토 다케아키를 중심으로 한 막신들 일부가 이탈하여 에조 공화국을 수립했지만 이것도 이듬해에는 진압된다(하코다테 전쟁). 이러한 일련의 전쟁을 보신 전쟁이라 부른다.
막말은 소총의 혁신시기였기 때문에 일본에도 각종 소총이 수입되었다. 가장 먼저 대량 도입된 서양 소총은 게베루 총(네덜란드-독일어로 "소총"을 뜻하는 Gewher를 그대로 읽은 것이다)으로서, 이는 기존의 종자도총과 같은 전장식 활강총이었지만 발사 메커니즘이 뇌관식이었다. 후에는 국산 총들도 화승식에서 뇌관식으로 개조되었다. 이어 미니에 소총이 도입되었는데, 이는 총에 강선(라이플링)을 새긴 근대적 소총(라이플)로, 위력이 크게 증가했다. 미니에총의 일종인 1853년식 엔필드가 미국 내전의 종전에 의해 대량 불하되어 일본에도 약 5만 정이 수입되었고, 보신 전쟁의 주력 화기로 사용되었다. 볼트액션 후장식 보병총인 1866년형 샤스포 소총도 막부육군 전습대에 배치되었다. 또 엔필드를 후장식으로 개조한 1866년식 스나이더도 수입 및 국내 개조되어 보신 전쟁 후기 사쓰마 군의 주력 소총이었다. 프로이센의 드라이제 췬트나델게베어도 수입되었다. 또 서양 서양식 총은 총검 장착이 가능하다는 특징이 있었다. 대포류로는 네덜란드제 12두임 구포와 프랑스제 사근 산포가 사용되었다. 막부의 세키구치 제조소와 사쓰마의 집성관에서는 포신 절삭용 공작기계를 수입하고 사근 산포를 카피 생산했다. 한편, 당시 서양에서 인기 있던 야포는 견인하기 위해 6마리의 말을 필요로 하는데, 당시 일본에서는 조련된 말의 확보가 곤란하여 거의 사용되지 않았다.
서양식 해군 정비도 급속히 진행되었다. 최근 연구에서는 막부는 64척, 여러 번들은 127척의 서양 함선을 획득했다고 한다. 。대부분은 중고 상선을 많이 구입해 대포를 고정시킨 것에 불과했지만, 막부해군의 후지산호와 개양호는 미국과 네덜란드에 주문한 군함이었다. 후지산호는 슬루프급이지만 개양호는 배수량 2,590톤의 대형 쉽으로, 페리제독이 타고 온 흑선에 필적하는 크기였다. 또 소형이지만 순수 국산 증기군함인 치요다형도 건조되고 있었다. 또 막부는 미국에서 장갑함 가데츠마루까지 사들였다. 그러나 가데츠호가 일본에 도착한 것은 보신 전쟁이 발발한 후였고, 신정부군에 그대로 넘어갔다. 조선소로는 사가번의 미에츠 해군소와 막부의 나가사키 제철소가 세워졌고, 막부는 더 큰 조선소인 요코스카 조선소 건설에도 착수했다. 그러나 조선소 건설이 완성된 것은 왕정복고 이후였고, 이 조선소는 나중에 요코스카 해군공창으로 발전했다. 또한 막부해군 훈련을 위해 영국에서 트레이시 고문단이 파견되었지만 보신전쟁으로 인해 본격적인 훈련은 없었다.

## 근대

### 병제의 확립
메이지 신정부는 막부의 개국파가 옹호하던 부국강병책을 그대로 이어받아 군비의 근대화를 진행시켰다. 1869년에 병부성(兵部省)을 설치하고 1873년 영국에서 더글러스 교관단을, 1872년에 제2차 프랑스 군사고문단을 초빙해 각각 육군과 해군의 근대적 제도기반을 구축했다. 메이지 정부의 직할 군사력은 당초 사쓰마, 조슈, 도사의 번사들을 중심으로 한 어친병(일본어: 御親兵 ごしんぺい[*]) 뿐이었지만(어친병은 나중에 근위사단으로 발전한다), 폐번치현 이후 1871년에 4개 진태(일본어: 鎮台 ちんだい[*])가 정비되어 각 번이 보유하던 군비는 폐지되었다. 진태병은 처음에는 사족 지원병들로 구성되어 있었지만 1873년 징병령이 공포됨과 동시에 군의 규모는 6개 진태로 확장되어 국민군으로의 전환이 시작되었다. 이듬해 1874년에는 신정부의 첫 해외 침략인 타이완 출병이 행해졌지만, 파견된 병력은 진태병 1개 대대, 규슈 사족 징집병 1개 대대 뿐이었고, 진태병들도 그 출신성분이 사족 중심 구성이었다. 이 출병에 청나라는 적극적인 대응을 취하지 않았다. 이는 일본 해군이 두 척의 장갑함(가데쓰마루가 이름을 바꾼 아즈마칸과 코르벳급 류조)을 보유하기 있었기 때문으로, 이를 계기로 청나라는 해군 증강을 시작한다. 1877년 세이난 전쟁 때도 진태병 이외에 사족 징집병들이 동원되었다. 1885년 독일의 클레멘스 빌헬름 야코프 멕켈 소령이 육군대학교 강사로 초빙되었다. 멕켈의 지도로 국내 치안을 중시하던 진태제는 1888년 해외 원정이 가능한 사단제로 전환되었고 이로써 근대 일본 육군의 기초가 마련되었다. 1889년 징병령 개정에 따라 징병 면제 규정도 점차 축소, 폐지되어 국민개병제가 실시되었다.

### 청일전쟁

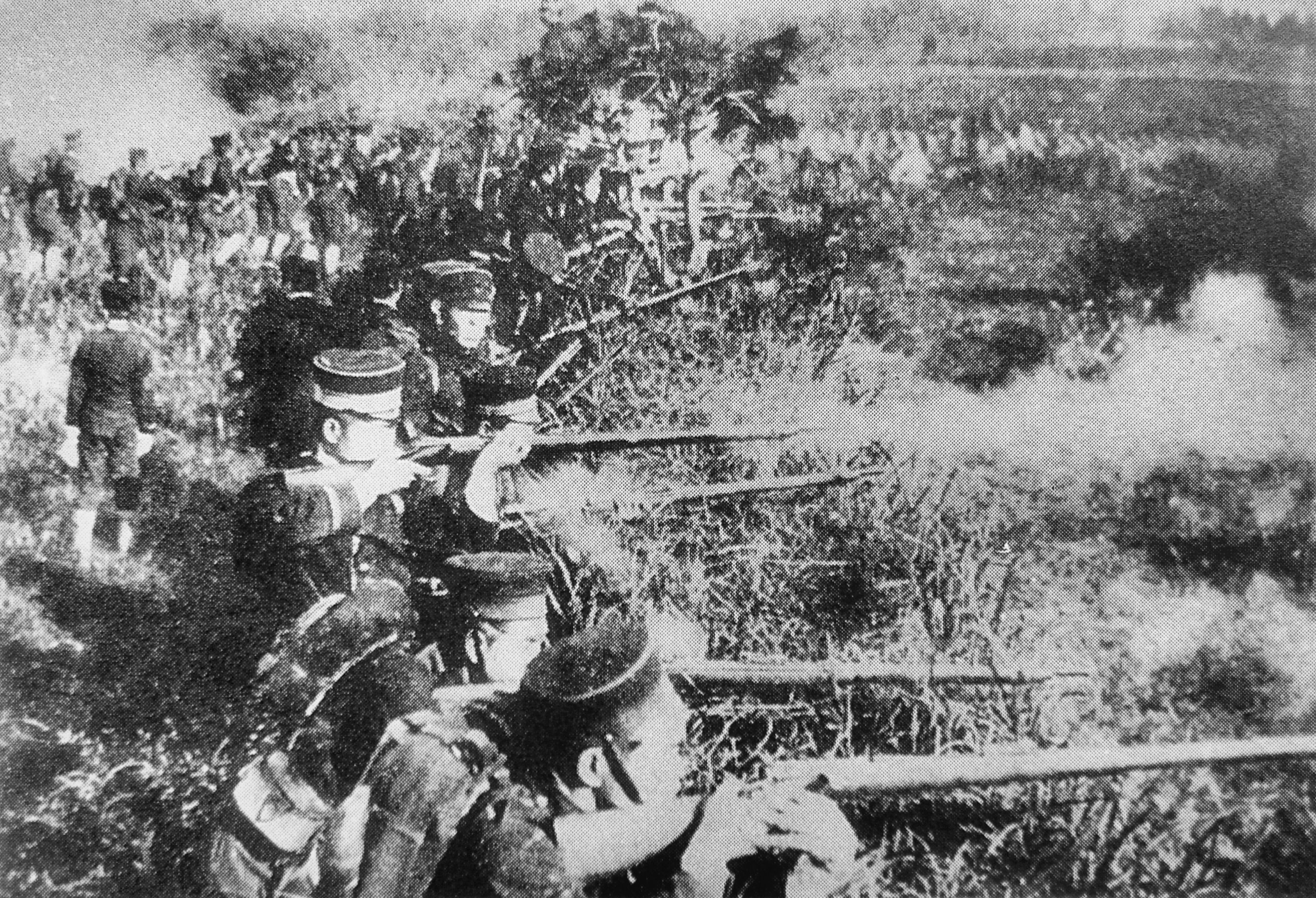
무라타 총을 일제사격하는 일본 육군 보병들.

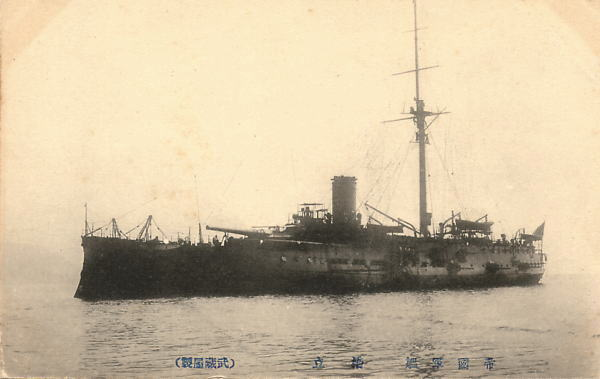
방호순양함 하시다테호. 32 cm 카네 포 1문을 장비했다.

조선에서도 양이사상이 성행했지만, 메이지 정부는 운요호 사건을 계기로 조일수호통상조약을 체결해 조선을 개국시킨다. 그러나 1882년의 임오군란을 계기로 일본의 영향력은 감소하고, 그전까지는 조선의 형식적 종주국이던 청나라가 본격적으로 조선의 내정과 외교에 대한 간섭을 행사했다. 일본은 청나라에 대항하기 위해 1883년부터 "군확 8개년 계획"에 따라 국가예산의 20% 이상을 군사부문으로 돌려 군비확장에 임했다. 1894년 갑오농민전쟁이 발생하자 청일 양국은 그 진압을 명목으로 조선으로 쳐들어갔다. 조국이 남들의 싸움터가 될 위기에 처하자 조선 농민군은 정부와 협상하고 자체 해산하였지만, 청과 일본은 이를 무시하고 7월 25일 풍도 해전에서 격돌했다. 7월 29일에는 육상에서도 양군이 격돌, 8월 1일 양국은 상호간 선전 포고했다. 일본은 황해 해전에서 승리하여 제해권을 장악, 육전에서도 평양, 압록강, 여순에서 우세를 유지하고 웨이하이 전투에서 육해군 합동작전으로 청나라 해군을 항복시켰다. 일본은 직례결전을 준비했으나 1895년 4월 17일 시모노세키 조약에 의해 전쟁은 끝난다. 그 결과 일본은 전쟁배상금 2억 냥과 타이완 섬을 뜯어냈다. 그러나 그 직후 이루어진 삼국간섭에 의해 요동반도는 청나라에게 반환했다.
일본은 청일전쟁에 7개의 사단 240,616명을 동원했고, 그 중 174,017명이 국외로 출정했다. 청나라 병력은 이를 훨씬 상회하고 일본보다 우수한 무기도 보유하고 있었지만 군사 시스템은 전근대적이었다. 8개년 계획은 육군에 중점을 두고 있었기에 육군은 공세전략에 자신감을 가지고 있었지만 해군은 그렇지 않았다. 그러나 황해 해전에서 순양함 단종진의 속사포 공격과 축면 충각 공격을 시도한 결과 청나라 북양함대를 소멸시키는 압승을 거두었다. 전비는 2억 3,340만 엔으로, 외채를 발행하지 않고 국내 조달했지만 배상금으로 2억 냥(3억 6000만 엔)을 뜯어냈으므로 남는 장사였다.
보병용 소총으로 일선 부대는 국산 무라타 총을 사용했지만 이선 장비로 막말 때부터 스나이더 총도 사용되고 있었다. 대포류는 청동으로 만들어진 야표, 산포를 오사카 포병공창에서 라이센스 생산했으나 강철제 대포는 모두 수입에 의존하고 있었다. 해군 함정도 거의 수입된 것이었다. 당시 최대함이었던 마츠시마형 방호순양함 제3번함 하시다테는 요코스카 조선소에서 건조되었다. 마츠시마형은 프랑스에서 초빙한 루이에밀 베르탱이 대형함보다 어뢰정을 중시하는 청년학파 교리에 따라 설계한 것이지만 해군은 그 성능에 불만족하여 본격적인 전노급전함인 후지형 전함 2척을 발주했다. 그러나 후지형 전함이 취역한 것은 1897년으로 청일 전쟁에는 참전하지 못했다.

### 러일전쟁
1896년 ~ 1905년에는 청일전쟁 준비 때와는 반대로 군비의 70% 미만이 해군에 돌려져 러일전쟁 개전 당시에는 전함 6척, 장갑순양함 6척으로 구성된 66함대가 실현되었다. 육군도 6개 사단을 증설하여 상설 사단 수가 13개로 늘어나고, 러일전쟁 말기에 4개 사단을 추가 증설한다.
일본이 청일전쟁에서 승리는 했지만 삼국간섭으로 코가 꿰이는 것을 본 조선은 이번에는 러시아에게 접근했다. 러시아는 1898년 요동반도의 여순과 대련을 청에서 조차하고 여순에 군항을 건설했다. 또 1900년 의화단 운동 때 만주를 점령하고 의화단이 진압된 뒤에도 철군을 하지 않았다. 러시아의 남하는 일본에 위협을 끼칠 뿐 아니라, 당시 세계 제1강대국이던 영국의 중국에서의 권익에 영향을 미칠 수 있었다. 이에 대항하기 위해 1902년 영일동맹이 체결되었다.

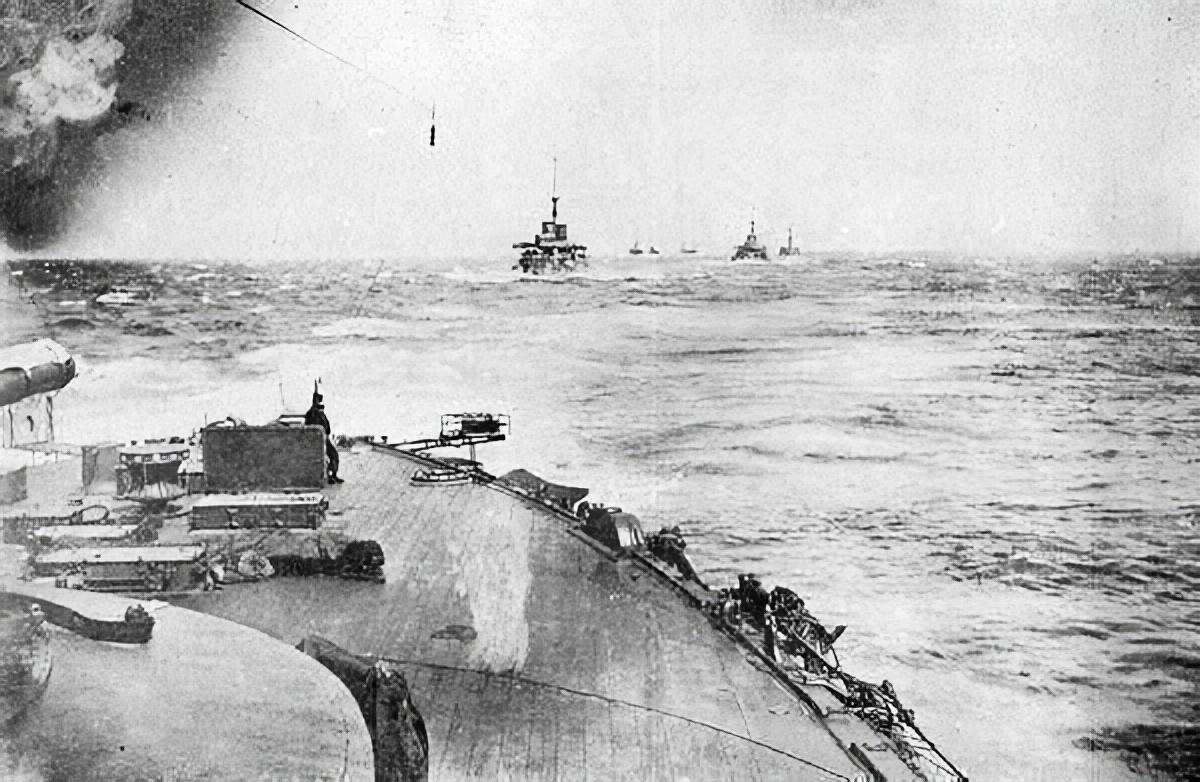
러시아 발트 함대와의 결전에 출격하는 일본 연합함대

1904년 2월 8일 일본 구축함이 여순항을 공격함으로써 러일전쟁이 시작되었다. 같은 날 제1군이 인천에 상륙하여 북상, 4월 30일 ~ 5월 1일의 압록강 회전에서 러시아군을 격파하고 만주로 들어갔다. 제2군은 5월 말에 요동반도에 상륙, 대련을 점령하고 북상하여 득리사 전투와 태석교 전투에서 러시아군에게 이겼다. 여순의 러시아 태평양 함대는 적극적인 출격을 하지 않았다. 이에 여순 요새를 공략하기 위한 제3군이 편성되었다. 이에 반응하여 러시아 함대는 블라디보스토크를 향한 탈출을 시도하나 황해 해전에서 일본 연합함대에 패배하여 여순으로 돌아갔다. 일본 제1군, 제2군, 제4군은 8월 24일에서 9월 4일 사이에 벌어진 요양 회전에서 승리했지만, 러시아군이 조기 철수하여 결정적 승리는 거두지 못했다. 1905년 1월 1일 여순 요새가 함락되고 러시아 태평양 함대도 괴멸한다. 제3군은 봉천을 향해 북상을 시작했다. 3월 1일 일본군 전군 24만 명(제1 ~ 4군, 압록강군)과 러시아군 36만 명이 봉천 근교에서 격돌(봉천 전투), 일본군은 3월 10일에 봉천에 입성했지만 러시아군의 포위 섬멸에는 실패했다. 그 후 양군 모두 공세 여력이 남아있지 않아 사평 부근에서의 대치가 이어졌다. 해상에서는 5월 27일 ~ 5월 29일 유럽에서 회항해 온 발트 함대가 일본 연합함대와 격돌(쓰시마 해전), 일본이 승리하고 러시아 발트 함대는 소멸했다. 이후 미국 대통령 시어도어 루스벨트의 중재에 의해 9월 5일 포츠머스 조약이 체결됨으로써 강화가 성립하였다.
러일전쟁에서 일본이 동원한 병력은 약 109만 명이며, 청일전쟁의 5배에 달한다. 또 외채에 의해 전비를 조달한 것도 특징이다. 약 8200만 파운드(82억 엔)의 전비가 외채에 의해 충당되었는데 이는 1093년 일반회계 세입 26억 엔의 3배 이상이다. 처음에는 외채의 인수처를 찾기도 어려웠지만, 압록강 회전에서 승리한 이후 고금리가 겹쳐 응모가 쇄도했다.
육군의 주력 소총인 30년식 보병총, 주력 야포인 31년식 속사포는 국산이었지만 중화기와 기관포는 수입품이었다. 또 이 무렵부터 국내의 군사연구에 근거한 일본군의 독자적인 군사교리가 개발된다. 1909년판 보병교범에 번역이 아닌 독자적 내용이 추가된 것으로 이를 알 수 있다. 해군의 전함과 순양함은 모두 수입된 것이었지만 러일전쟁 중에 일본 최초의 국산 전함인 사쓰마호가 기공식을 마쳤다. 사쓰마는 기공 당시에는 세계 최대의 전함이었지만, 첫번째 노급함인 HMS 드레드노트가 등장하여 벌써 구식이 되어 버렸다.
러일전쟁으로 국력이 열세이면서도 전력 운용과 외교정책을 통해 승리를 거둘 수 있었다. 청일전쟁과 러일전쟁의 결과로 일본은 국방권을 한반도와 만주까지 확대하였다.

### 제1차 세계 대전

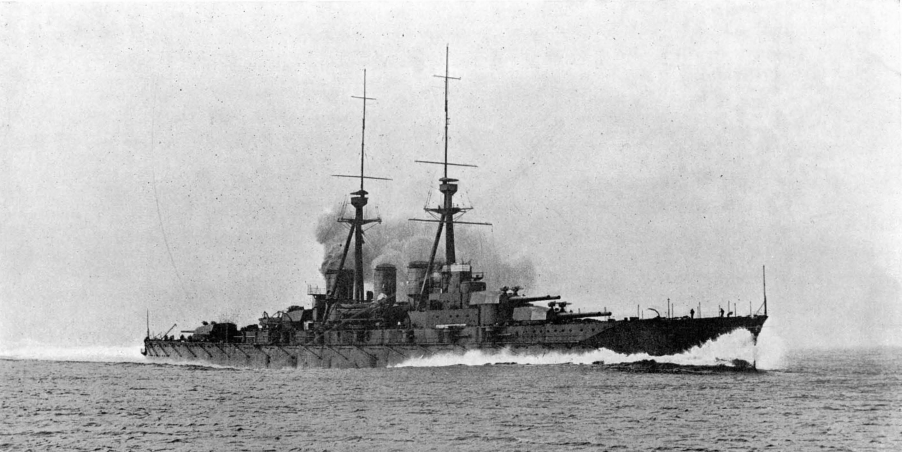
14인치 포탑을 탑재한 초노급 순양전함 금강호.

러일전쟁 이후에도 군비확장은 계속되었다. 1912년까지 해군은 12인치 포탑 전노급 전함 8척, 노급전함 2척을 취역시키고 러일전쟁 집결 시점에서 4척을 더해 전노급함이 14척, 노급함이 6척 있었다. 1913년에서 1917년 사이에는 14인치 포탑을 탑재한 초노급함 4척과 초노급 순양전함 4척이 취역했다. 육군도 4개 사단이 추가되어 총 21개 사단이 되었다. 러시아와의 사이에는 러일 협약이 체결되어 만주 이권 분할에 합의하여 러일 관계는 양호하게 유지되었다.
제1차 세계 대전이 발발하자 영국은 영일동맹을 들먹이며 참전을 요청했고, 이에 부응하여 일본 육군은 칭다오 요새를 공략(칭다오 전투)하고 해군은 남양군도의 독일 식민지를 점령했다. 전쟁이 길어지자 연합국은 유럽에 전함과 육군을 파병하기를 반복 요청했지만 육군은 아예 파견하지 않고, 해군도 인도양과 지중해에 선단 호위용 구축함을 파견한 데 그쳤다. 대전 말기에 러시아 혁명이 터지자 시베리아 출병을 실시했지만 소득은 없고 신생 소련과의 관계만 악화되었다. 또 중국 대륙에서는 청나라가 무너지고 중화민국이 성립했는데, 일본은 대전 중에 중국의 독일 자산 사후처리 이외에 만주와 몽고의 일본 권익 문제 및 재화 일본인 보호 문제를 포함한 21개조 요구를 제시했다. 요구의 비밀조항에 권익확대를 요구하는 일본의 희망이 포함되어 있었고 이것이 유출되어 중국의 반일 운동이 강성해졌다.
제1차 세계 대전 후에도 해군은 16인치 포 탑재 전함 8척, 순양전함 8척으로 구성된 88함대의 실현을 목표로 했지만 2척이 완성된 시점에서 워싱턴 해군 군축조약(1922년)이 체결되어 해군휴일이 시작되었다. 일본은 주력함을 영미의 60%로 제한되고, 1912년 이전에 취역한 전함은 모두 폐기되었다. 또 1930년 런던 해군군축 회의에 의해 보조함을 영미의 7할까지만 가질 수 있게 되었다. 육군도 대전 후의 불황으로 3차에 걸쳐 군축이 실시되었고, 1925년 우가키 군축에서 4개 사단이 해산되었다.

### 만주사변

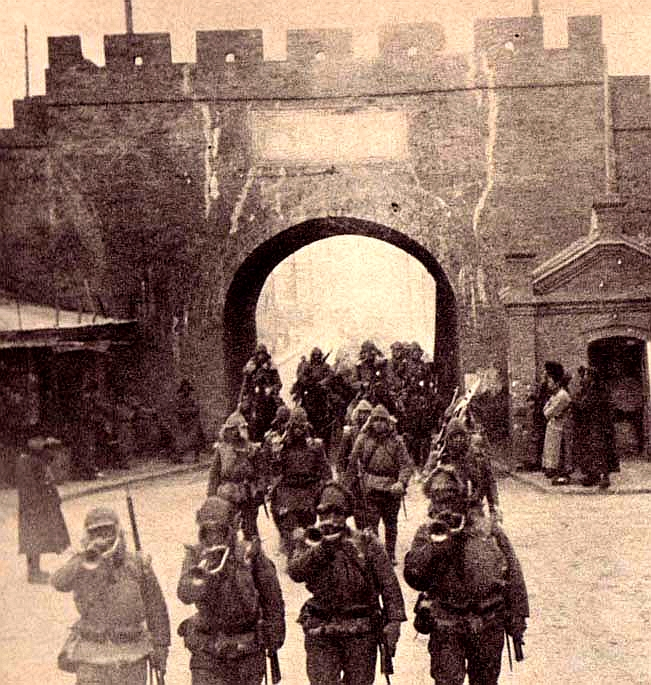
나팔을 불면서 치치하얼에 입성하는 관동군 제2사단.

제1차 세계 대전은 국가총력전이었다. 이 때문에 육군 사이에서 미래의 전쟁에 대비하기 위해 평시에 국가 총동원 준비, 자급자족을 가능케 할 경제권과 자원의 확보, 이를 실현하기 위한 군의 정치 개입이 필요하다는 인식이 생겨났다. 러일전쟁 이후 일본은 만주에 특수권익을 가지고 있었지만, 중국은 군벌이 할거하여 통일 정부가 없는 상태였고, 국권회복운동도 별 소득을 올리지 못하고 있었다. 이로 인하여 1920년대 후반 일본 육군은 만주와 내몽골을 중국에서 분리시켜 영유한다는 구상을 가지게 되었다.
만주에는 관동주 및 만철 토지 수비를 위한 관동군이 설치되어 있었고, 관동군은 만주 군벌 장작림을 지원하고 있었다. 그러나 장작림은 만주에 머물지 않고 중원 진출의 야망을 품었으며, 국민당과 항쟁하였고, 패배했다. 이 항쟁의 영향이 만주에 이르는 것을 원치 않은 관동군은 1928년 6월 4일 국민당의 소행으로 위장하여 장작림을 폭탄살해했다. 조작극의 진상은 곧 밝혀졌고, 장작림의 아들이자 후계자인 장학량은 반일적 자세를 천명했다. 장학량은 만철 병행선을 건설하고 만주철도를 적자로 전락시키고 재만주 일본인들도 위험에 노출되었다. 이런저런 문제들을 한꺼번에 해결하겠답시고 관동군은 1931년 9월 18일 류탸오후 사건을 일으키고 자위를 명목으로 군사행동을 개시했다. 관동군의 전력은 압도적으로 부족했지만, 9월 21일 조선군이 독단적으로 국경을 넘어 만주로 들어갔다. 정부의 불확대 방침과 육군 중앙의 국지적 해결방침을 무시하고 현지군은 전선을 확대해 갔다. 불확대 방침을 관철하지 못한 와카츠키 내각은 12월 13일 총사퇴하고 이누카이 내각이 성립되었다. 장학량군이 적극적인 항전을 하지 않은 탓에 1932년 초쯤 관동군은 만주 전역을 거의 점령, 3월 1일에는 청나라 마지막 황제였던 선통제를 괴뢰로 앉혀 만주국을 건국했다. 이누카이 총리는 만주국을 승인하지 않았으나 5·15 사건 때 암살당하고, 사이토 내각이 성립되었다. 국제 연맹은 리튼 조사단을 파견해 약 3개월간 조사를 실시했다. 조사단의 보고서는 10월 2일에 발표되었다. 발표문은 일본을 일방적으로 비판하는 내용도 아니었지만 일본은 공표되기도 전에 만주국을 승인하고, 1933년 3월 8일 국제 연맹을 탈퇴했다.

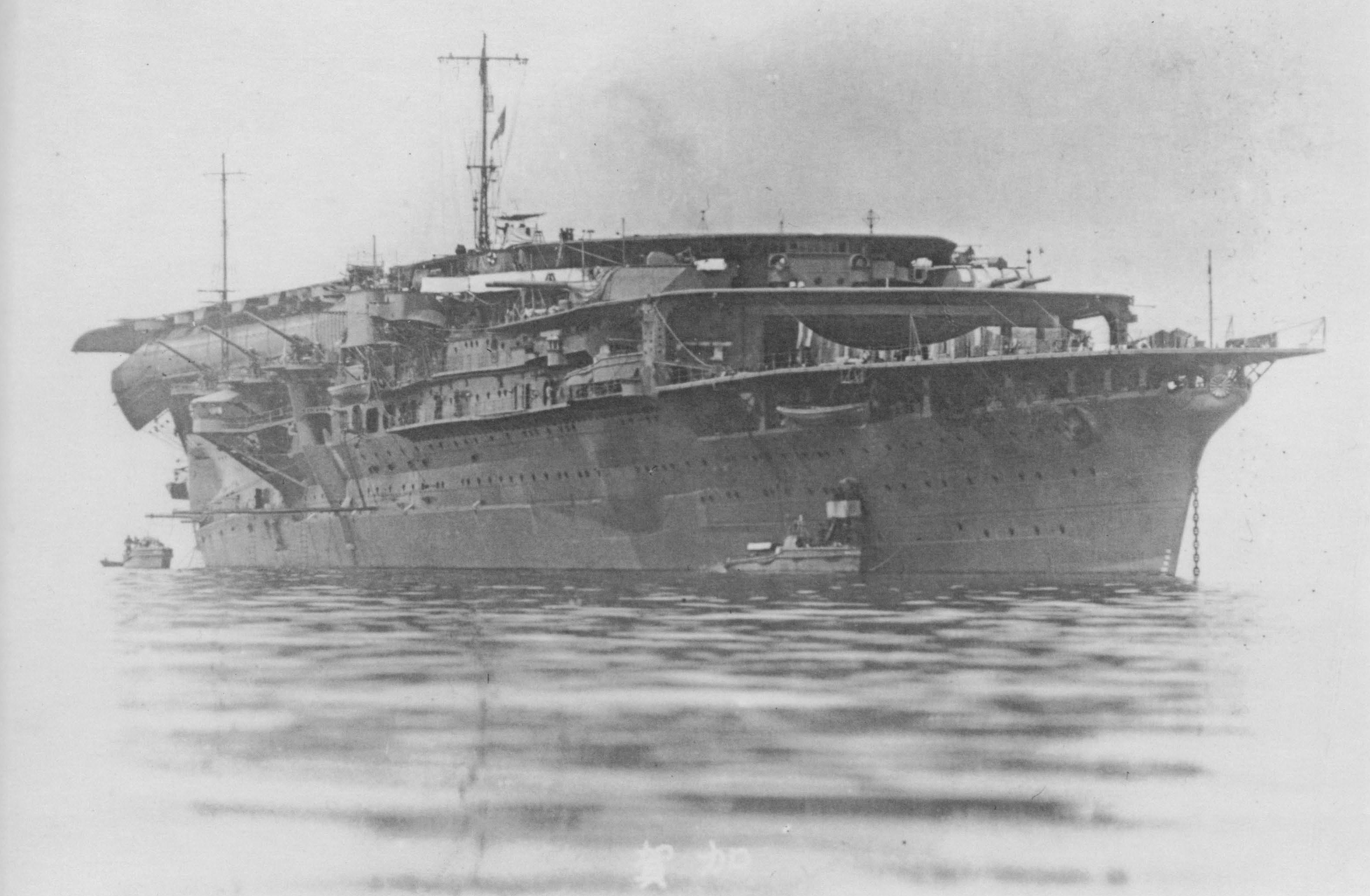
항모 카가. 제1차 상해사변 당시에는 3층 비행갑판이었다.

만주사변에 의해 상해에서도 반일 운동이 일어났고, 1932년 1월 28일 국민당 제19로군이 일본 해병대에 대한 공격을 시작했다(제1차 상해사변). 해병대 병력은 2700명에 불과하였기에 해군은 항공모함 2척을 포함한 함대와 해병대 7000명을 증원했고, 육군도 상하이 파견군을 편성 파견했다. 3월 1일 일본군이 상륙작전을 성공시키자 19로군은 철수를 시작, 3월 3일에 전투는 끝났다. 5월 5일에는 상하이 정전협정이 체결되어 일본군은 상하이에서 철군했다. 제1차 상해사변은 일본 항공모함이 처음으로 실전에 참가한 전투였다. 상륙용주정인 다이하츠급 동정도 상륙작전에 사용되어 그 효과가 입증되었다. 또한 이 때의 전훈으로 상륙작전 지원을 위한 특수선이 건조되었고, 이는 이후 중일전쟁 및 태평양전쟁에서 사용되었다.

### 중일전쟁

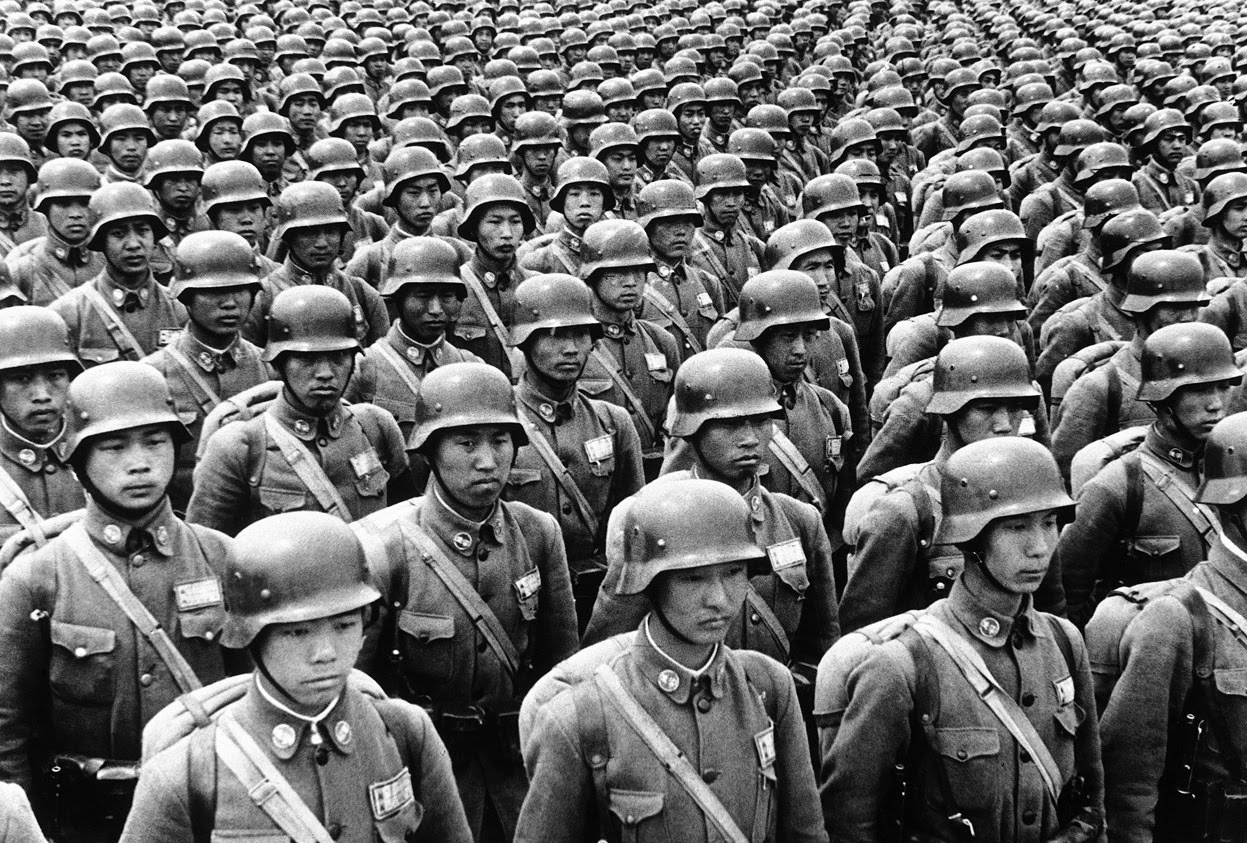
독일식 장비를 갖춘 중국 국민혁명군.

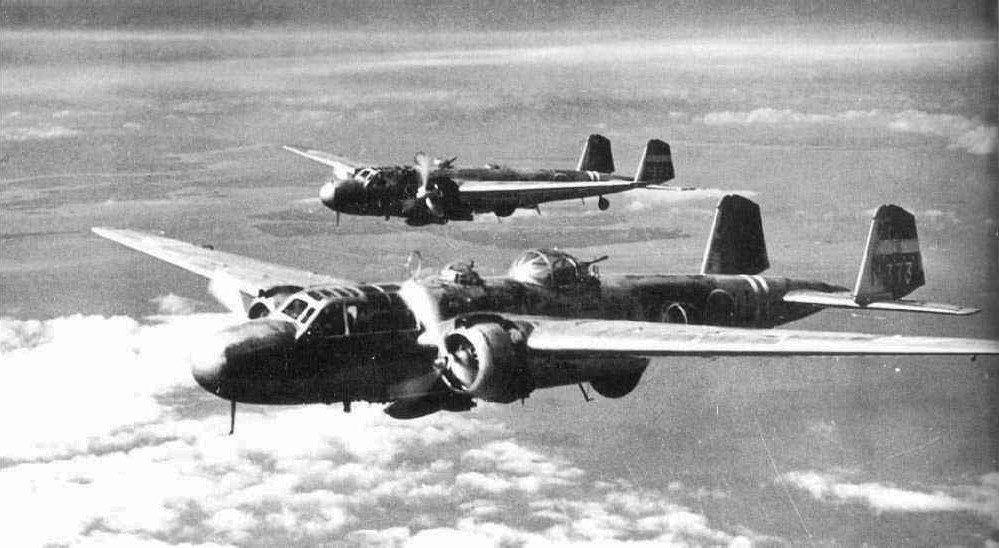
도양폭격에 사용된 일본 해군의 96식 육상공격기.

이누카이 내각 때는 일시적으로 황도파가 육군의 주도권을 잡았다. 황도파는 소련의 군사력이 증강되기 전에 쳐야 한다고 주장했다. 황도파에 반감을 가진 그룹은 통제파를 형성했고, 그 초기 중심인물이 나가타 데쓰잔이었다. 나가타는 소련과의 전쟁을 위해서는 중일관계의 안정화가 필요하며, 이를 위해서는 중국과의 전쟁도 배제할 수 없다고 생각했다. 또한 유럽에서 또다시 세계대전이 발생하는 것은 불가피하므로 이에 대응하는 자급자족의 경제권이 필요하지만 만주만으로는 부족하며 중국 북부도 일본의 경제권으로 편입시켜야 한다고 주장했다. 이 생각에 따라 일본 육군은 화북분리공작을 추진했고, 국민당은 화북에 기찰정무원회를 설치하여 압력을 감당하려 했으나 중국 민중의 반일감정은 날로 커져갔다. 한편 국민당 지도자 장제스는 중국 공산당을 주적으로 삼고 일본군과의 직접 대결은 피할 방침을 세웠으며, 동시에 중독합작을 통해 독일에서 군사고문단을 초빙해 와 군사력의 강화를 도모하고 있었다.

### 아시아-태평양 전쟁
중화민국과 일본 제국 사이의 중일 전쟁은 1931년 9월 18일 만주사변을 시작으로 1937년 7월 7일 발발했다. 그러나 1937년 7월 중국과 일본 사이에 전쟁이 발발했으나 이 때 당시 중국 홀로 일본에 맞서 싸우고 있었으며 일본에는 선전 포고를 하지 않은 상황이었다. 1941년 12월 9일 일본의 진주만 공격 이후 중국은 일본에 선전포고를 한다. 이에 따라 일반적으로 태평양 전쟁의 발발 시기는 일본 제국이 태국, 영국령 말라야와 싱가포르, 홍콩을 침공하고 미군 기지인 진주만과 웨이크섬, 괌, 필리핀에 공격을 가한 1941년 12월 7일 또는 8일로 보고 있다.
태평양 전쟁은 연합국이 태국과 추축국인 나치 독일 및 이탈리아 왕국의 지원을 받는 일본 제국과의 전쟁이었다. 전쟁은 미국 공군의 히로시마·나가사키 원자폭탄 투하와 일본 본토 공습, 그리고 1945년 8월 8일 소비에트 연방의 만주 전략공세작전으로 연합군의 승리로 끝났으며 1945년 8월 15일 일본의 항복을 유도했다. 공식적인 일본의 항복은 1945년 9월 2일 도쿄만의 USS 미주리 (BB-63)에서 진행되었다. 일본군의 패배 이후 일본의 왕은 신이 아닌 인간 취급을 받았다. 전쟁 이후 일본의 지배 하에 있던 한반도와 타이완을 비롯한 식민지들이 독립하였고, 일본이 점령한 중국 대륙의 영토는 중화민국에 반환되었으며, 일본이 점령했던 태평양 지역은 미국, 영국, 프랑스 등 연합국이 재점령하거나 국제 연합의 신탁통치령이 되었다. 소련 또한 일본이 점령하고 있던 남사할린(가라후토) 지역과 쿠릴 열도(지시마 열도)를 병합하였다.

## 같이 보기
- 자위대
- 일본 방위성
- 일본군
- 일본의 역사
- 일본 군국주의
- 사무라이
- 닌자